# Nhà Hạ
Nhà Hạ (tiếng Trung: 夏朝; Hán-Việt: Hạ triều; bính âm: Xià Cháo, khoảng thế kỷ 21 TCN - khoảng thế kỷ 16 TCN) là một triều đại lịch sử chưa được kiểm chứng của Trung Quốc, đây là triều đại được nhiều nhà nghiên cứu cho rằng đã xây dựng nên các di tích cung điện, đô thị tại văn hoá Nhị Lý Đầu. Các di tích tại đây chứng thực rằng đã tồn tại nền văn minh nông nghiệp trình độ cao với một triều đại cai trị từ 4000 năm trước, khớp với mô tả trong Sử kí Tư Mã Thiên, nhưng do chưa tìm thấy văn tự nên chưa chứng thực được rằng triều đình này có thực sự tên là "Hạ" hay không.
Nhiều người cho rằng nhà Hạ chưa phải là 1 triều đình phong kiến đúng nghĩa mà là một liên minh nhiều bộ lạc cổ đại của người Hoa Hạ có hình thức tù trưởng tự trị, tuy nhiên lịch sử Trung Quốc vẫn chưa rõ ràng lắm và chưa đạt đến trình độ nhà nước phong kiến cho đến thời nhà Thương cho nên "nhà Hạ" vẫn là một chủ thể gây tranh cãi xét về độ chính xác. Căn cứ theo ghi chép trong sách sử thì Tam Đại gồm Hạ, Thương, Chu đều là vương triều phong kiến phân quyền, quân chủ và chư hầu chia nhau mà cai trị, và triều Hạ là vương triều phong kiến thị tộc thế tập đầu tiên. Trong các văn vật thời kỳ Hạ, có số lượng nhất định lễ khí làm bằng đồng thanh hoặc ngọc, niên đại của chúng ước tính là vào cuối Thời đại đồ đá mới, đầu Thời đại đồ đồng.
Mặc dù ghi chép liên quan đến triều Hạ trong các văn hiến truyền thống Trung Quốc là khá nhiều, song các sách này chỉ được viết vài trăm năm sau thời kỳ đó. Cho đến nay vẫn chưa phát hiện được chứng cứ trực tiếp (di tích văn tự được viết ra trong cùng thời kỳ đó) để có thể công nhận sự tồn tại của triều Hạ, do đó giới sử học có những nghi vấn về tính chuẩn xác trong các ghi chép về triều Hạ. Văn hóa Nhị Lý Đầu phát hiện được ở tây bộ Hà Nam và nam bộ Sơn Tây trùng khớp về niên đại và vị trí địa lý của nhà Hạ, song do chưa khai quật được các ghi chép văn tự giống như giáp cốt bốc từ ở Ân Khư, do vậy sự tồn tại của nhà Hạ vẫn chưa thể chứng thực được, nhà Hạ ngày nay được coi là giai đoạn lịch sử pha lẫn truyền thuyết, hơn là một giai đoạn lịch sử rõ ràng. Nhiều học giả trong và ngoài Trung Quốc nhận định rằng di chỉ Nhị Lý Đầu ở Yển Sư thuộc Hà Nam có thể là di tích đô thành của triều Hạ ít nhất là trong thời kỳ thứ nhất và thứ nhì, song họ vẫn phải tìm kiếm thêm căn cứ xác thực để làm rõ.
Căn cứ theo ghi chép trong sử sách, Vũ truyền vị cho con là Khải, cải biến thiện nhượng chế bộ lạc nguyên thủy, khởi đầu tiền lệ thế tập vương vị kéo dài 4000 năm trong lịch sử Trung Quốc. Triều Hạ tổng cộng truyền được 14 đời với 17 vua, kế tục trong khoảng 471 năm, bị triều Thương tiêu diệt. Triều Hạ được xem là vương triều đầu tiên theo lịch sử truyền thống Trung Quốc, có địa vị lịch sử khá cao, người Hán đời sau thường tự xưng là "Hoa Hạ", trở thành danh từ đại diện cho Trung Quốc.

## Quốc hiệu
Trong lịch sử, triều Hạ được gọi quen là "Hạ" (夏). Liên quan đến nguồn gốc tên gọi "Hạ", trong giới học giả chủ yếu có 10 loại thuyết, trong đó quan điểm có độ khả tín cao nhất nhận định rằng "Hạ" là chữ tượng hình tượng trưng cho vật tổ của tộc Hạ. Tư Mã Thiên chép chữ "Hạ" (夏) là danh hiệu bộ lạc do 12 thị tộc tổ thành: Tự tính Hạ hậu thị, Hữu Hỗ thị, Hữu Nam thị, Châm Tầm thị, Đồng Thành thị, Bao thị, Phí thị, Kỉ thị, Tăng thị, Tân thị, Minh thị, Châm Quán thị. Vua Hạ là thủ lĩnh của bộ lạc, do vậy sau khi kiến lập triều Hạ, lấy tên bộ lạc làm quốc hiệu. Trương Thủ Tiết thời Đường thì nhận định "Hạ" là do Đại Vũ thụ phong tại Dương Trạch làm "Hạ Bá", sau lấy làm tên. Lại có thuyết nói "Hạ" bắt nguồn từ địa danh "Hữu Hạ chi cư", "Đại Hạ" diễn biến thành tên bộ lạc, rồi trở thành quốc hiệu.

## Lịch sử

### Khởi nguyên
Theo ghi chép trong văn hiến Trung Quốc cổ đại, trước khi Hạ hậu thị kiến lập, xuất hiện chiến tranh thường xuyên giữa bộ tộc Hạ và các bộ tộc khác xung quanh để tranh đoạt địa vị thủ lĩnh liên minh. Trong truyền thuyết cổ sử Trung Quốc, bộ tộc Hạ dần dần hưng khởi từ thời Chuyên Húc về sau. Có không ít văn hiến cổ đại truy nguyên Hạ tộc đến Chuyên Húc. Trong "Sử ký - Hạ bản kỉ" và "Đại đái lễ ký-Đế hệ", nói rằng Cổn là con của Chuyên Húc. Tuy nhiên, cũng có một số văn hiến thì nói rằng Cổn là cháu năm đời của Chuyên Húc. Các văn hiến này cho thấy rằng Hạ tộc rất có khả năng là một chi hậu duệ của Chuyên Húc. Có thuyết cho rằng Hạ tộc khởi nguyên tại khu vực dãy núi Mân Sơn trên thượng du Mân giang thuộc nơi giao giới giữa ba tỉnh Tứ Xuyên-Cam Túc-Thanh Hải hiện nay. Sau đó, họ dần theo thượng du Hán Thủy cổ, qua trung hạ du Vị Thủy, dời về phía đông đến lưu vực Y - Lạc tại nam bộ Sơn Tây-tây bộ Hà Nam.

### Cổn - Vũ trị thủy
Thành viên Hạ tộc đầu tiên được văn hiến ghi chép là Cổn. Trong "Quốc ngữ-Chu ngữ" có ghi rằng Cổn là thủ lĩnh của Hạ tộc, được phong tại Tung, cho nên được gọi là " Tung bá Cổn". Sau này, Vũ kế thừa Cổn làm "Tung bá Vũ". Điều này thể hiện rằng Hạ tộc hoạt động ở phụ cận Tung Sơn. Đương thời, nước sông gây lụt, có không ít các bộ lạc hình thành liên minh bộ lạc nhằm chống lại nước lụt, Cổn được Tứ Nhạc cử làm lãnh đạo trị thủy, trải qua chín năm song cuối cùng thất bại. Nguyên nhân trị thủy thất bại có khả năng là do ông không giỏi trong việc đoàn kết tộc nhân cùng các bộ lạc khác. "Thượng thư — Nghiêu Điển" chép rằng Nghiêu ngay từ đầu tiên đã nhận định rằng Cổn trái mệnh hại tộc, hủy hại người thiện lương nên phản đối Cổn lãnh đạo trị thủy, điều này thể hiện rằng trong thời gian Cổn lãnh đạo trị thủy có không ít bộ lạc bất mãn với ông. Trong "Thượng thư — Hồng phạm" và "Quốc ngữ — Lỗ ngữ" lại đề cập thêm rằng "Cổn chướng hồng thủy", cho thấy phương pháp trị thủy của Cổn chủ yếu là dùng đất, gỗ ngăn trở để chặn nước lụt, có thể đây cũng là một nguyên nhân của việc Cổn trị thủy chín năm thất bại. Sau khi trị thủy thất bại, Cổn bị Hoa Thành giết tại Vũ Sơn nằm ven biển Hoàng Hải.

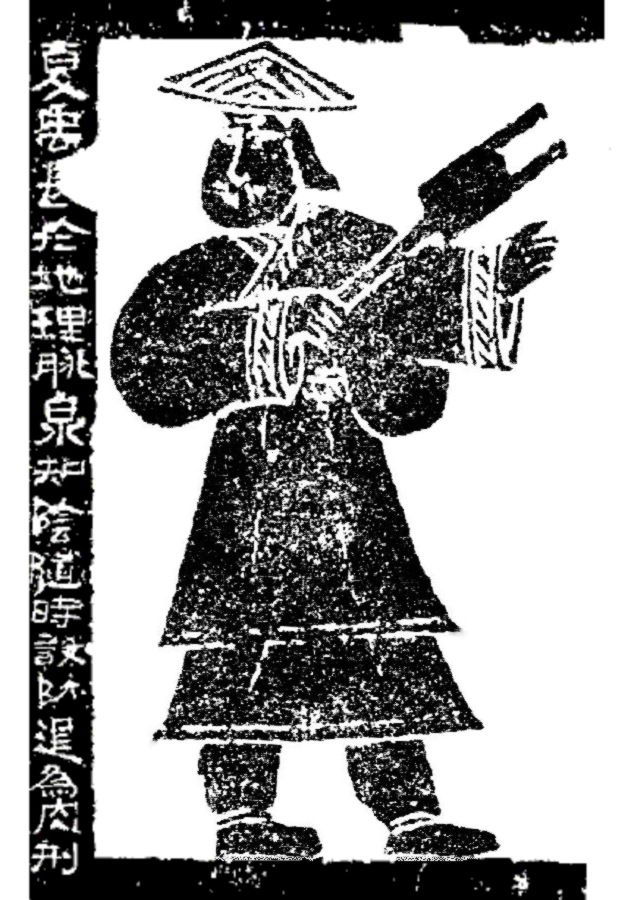
Tranh mô tả Đại Vũ trị thủy, tay cầm cày
(bản khắc đá thời Đông Hán Vũ Lương từ tại huyện Gia Ninh, Sơn Đông)

Vũ là con của Cổn, sau khi Cổn mất, Vũ thụ mệnh của Thuấn làm công tác trị thủy. Vũ cải tiến phương pháp trị thủy của cha, nạo vét dòng sông, đoàn kết tộc nhân các bộ lạc, cuối cùng chế ngự được nước lụt. "Sử ký — Hạ bản kỉ" có chép rằng khi Vũ trị thủy "lao thân tiêu tư, 13 năm sống ở ngoài, qua cửa nhà không dám vào", tinh thần khắc khổ này được hậu thế truyền tụng, trong quá trình trị thủy có khả năng cũng đã xúc tiến đoàn kết giữa tộc nhân các bộ lạc. "Mạnh tử — Đằng Văn công" đề cập đến phương pháp trị thủy của Vũ: "khai thông chín sông, đào thông Tể, Tháp ra Chư Hải, khơi Nhữ, Hán; tháo nước Hoài, Tứ vào Giang". Vũ cũng đề xướng nông nghiệp, nhấn mạnh "tự thân trồng trọt mà có thiên hạ". Hàn Phi Tử — Ngũ đố" khen ngợi Vũ "thân cầm cày xẻng mà lãnh đạo dân, đùi và cẳng chân không mọc được lông, nhọc nhằn của nô lệ cũng không bằng của ông".
Do Vũ có công trị thủy và xúc tiến sản xuất nông nghiệp, thế lực của bộ tộc Hạ tăng cường. Sau đó, Thuấn cũng phái Vũ đi thảo phạt Tam Miêu. Vũ nhiều lần đánh bại Tam Miêu, xua đuổi Tam Miêu đến lưu vực Đan Giang và Hán Thủy, củng cố quyền vua. Trong "Mặc Tử — Phi công" có viết về việc sau khi Vũ thắng Tam Miêu "biệt vật thượng hạ, khanh chế đại cực, nhi thần dân bất vi, thiên hạ nãi tĩnh", qua đó có thể thấy rằng sau khi Vũ trị thủy và thắng lợi trước Tam Miêu, bộ tộc Hạ trở thành thủ lĩnh liên minh bộ tộc. Thuấn đem đế vị thiện nhượng cho Vũ, Vũ tại Đồ Sơn triệu tập hội minh bộ lạc, một lần nữa chinh thảo Tam Miêu. Trong Tả truyện có chép "người vạn quốc đem theo ngọc lụa" tham gia Đồ Sơn hội minh, có thể thấy khả năng hiệu triệu của bộ lạc Hạ. Có một lần tại Cối Kê tổ chức hội minh bộ lạc, thủ lĩnh Phòng Phong thị đến muộn nên bị Vũ xử tử. Trong văn hiến cổ còn viết về việc Vũ căn cứ vào đường đi xa hay gần của các bộ lạc chư hầu mà phân biệt nạp cống nhiều hay ít, có thể thấy bộ tộc Hạ khống chế về mặt kinh tế của các bộ lạc xung quanh. Vũ từng tiến cử thủ lĩnh họ Yển là Cao Dao có thanh thế ở phía đông làm người kế thừa, thể hiện tôn trọng truyền thống thiện nhượng. Tuy nhiên, chưa đến khi thiện nhượng thì Cao Dao lại mất trước Vũ. Hạ Vũ lại mệnh thủ lĩnh Đông Di là Ích làm người kế thừa, tuy nhiên có rất nhiều bộ lạc không ủng hộ việc này, ngược lại họ ủng hộ con của Vũ là Khải.

### Gia thiên hạ

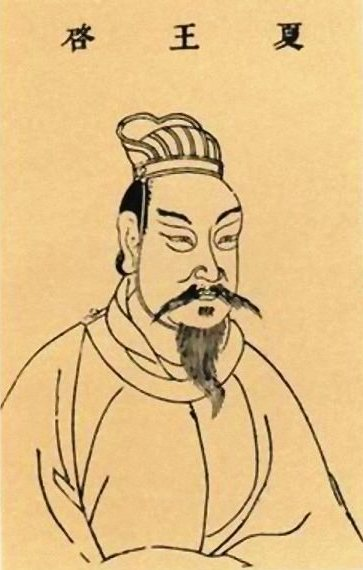
Hạ vương Khải

Sau khi Vũ mất, Ích không có được quyền vị, ngược lại Khải được dân chúng ủng hộ nên đoạt được quyền vị. Ghi chép về giai đoạn lịch sử này không giống nhau. Theo Trúc thư kỉ niên cổ bản, sau khi Ích tức vị, Khải giết Ích mà đoạt lấy quân vị. Lại có thuyết nói sau khi Ích kế vị, có một số bộ tộc không thần phục Ích mà lại ủng hộ Khải, họ triển khai chiến tranh với bộ tộc của Ích, cuối cùng Khải thắng và đoạt được quyền vị. Sau đó, Ích suất lĩnh liên minh Đông Di thảo phạt Khải. Trải qua mấy năm đấu tranh, Khải xác lập địa vị thủ lĩnh trong liên minh bộ tộc. Văn hiến Tiên Tần ghi chép về sự việc này cùng cho là "công thiên hạ" biến thành "gia thiên hạ", tức thiên hạ là của chung biến thành thiên hạ của một nhà, khu vực Trung Nguyên từ đây xuất hiện khái niệm "quốc gia". Không ít học gia lịch sử nhận định đây là khởi thủy của triều Hạ — vương triều thế tập đầu tiên của Trung Quốc. Sau đó, không ít bộ tộc theo khuynh hướng thiện nhượng truyền thống nghi vấn về quyền vị của Khải. Hữu Hỗ thị vốn ở vùng ngoài kinh đô của Khải, trượng nghĩa khởi binh, suất lĩnh liên minh bộ tộc hướng đến thảo phạt kinh đô của Khải, cùng quân của Khải đại chiến tại Cam Trước khi chiến, Khải tuyên bố quyền vị của ông là "cung hành thiên", tức là theo ý trời. Điều này trở thành nguyên mẫu của thiên tử luận của triều Chu sau này. Khải nhận được sự tán đồng của dân chúng Trung Nguyên, do vậy chiếm tuyệt đại ưu thế về phương diện số người, cuối cùng đánh bại Hữu Hỗ thị, trừng phạt bằng cách giáng họ làm mục nô. Đây là thắng lợi thứ hai đại diện cho việc quan niệm xã hội chủ lưu của khu vực Trung Nguyên đi từ chế độ thiện nhượng nguyên thủy chuyển hướng sang chế độ thế tập.
Thị tộc Hạ có nguyên mang họ (tính) Tự, song từ thời Khải trở đi chuyển sang dùng quốc danh "Hạ" làm họ. Đồng thời, Khải không tiếp tục sử dụng xưng hiệu "bá" mà đổi sang dùng "hậu", tức "Hạ hậu Khải". Khải có tài ca hát, giỏi múa, thường cử hành thịnh yến. Trong đó, một lần lớn nhất là tại Quân Đài ấy là Quân Đài chi hưởng, còn tại "Thiên Mục chi dã" biểu diễn ca vũ. "Sơn Hải kinh-Hải ngoại tây kinh" chép rằng Khải khi múa "tay trái giữ ế, tay phải cầm vòng, đeo ngọc hoàng". Văn hiến nhạc vũ cổ xưa của Trung Quốc như "Cửu biện", "Cửu ca" và "Cửu thiều" đều nhận Khải là tác giả gốc. Trong thời gian Khải thống trị, con là Vũ Quan, thường làm loạn. "Hàn Phi Tử — Thuyết nghi" chép rằng người này "hại nước hại dân bại pháp", cuối cùng bị giết.

### Thái Khang thất quốc
Sau khi Hạ Khải mất, con là Thái Khang kế thừa hậu vị, Thái Khang chỉ để tâm vào du ngoạn, không lo chính sự. Trong thời gian Thái Khang tại vị, quyền uy của bộ tộc Hạ suy yếu, các bộ lạc Đông Di là Thái Hạo và Thiếu Hạo thừa cơ tây tiến. Thủ lĩnh Nghệ của tộc Đông Di là người giỏi bắn cung, ông suất quân từ đất Từ của Đông Di dời đến đất Cùng Thạch của Hạ hậu thị, thông hôn với người Hạ bản địa, hình thành nên Hữu Cùng thị Dưới sự ủng hộ của dân Hạ, Nghệ đoạt lấy Hạ chính, Thái Khang sau đó chạy đến Châm Tầm thuộc Châm Tầm thị.
Sau khi Nghệ đoạt được quyền vị, ông không xưng vương mà lập em của Thái Khang là Trung Khang làm vương, song quốc sự trên thực tế đều do Nghệ trị lý. Việc này khiến cho không ít bộ lạc bất mãn, trong đó Hòa thị và Hi thị công khai phản đối, họ đồng thời cũng có nhiệm vụ chủ trì hoạt động quan sát các hiện tượng thiên nhiên. Nghệ nói họ phế thời loạn nhật, phái Dận suất binh thảo phạt hai thị tộc Hi và Hòa, trước khi chiến cử hành lời thệ sư "Dận chinh", giành chiến thắng trong trận chiến.。
Sau khi Trung Khang mất, con là Tướng kế vị. Sau đó, Tướng chạy trốn hướng về hai thị tộc Châm Tầm, Châm Quán Từ đó, Nghệ một mình đảm đương vương vị. Nghệ giỏi săn bắn, không thạo trị lý, sau khi đoạt quyền thì cũng giống như Thái Khang khi trước, ham săn bắn mà bỏ bê quốc sự. Ông loại bỏ các trung thần như Vũ La, Bá Khốn, Long Ngữ, trọng dụng Hàn Trác. Hàn Trác vào thời niên thiếu do bịa đặt dối gạt mọi người nên bị quân chủ của Bá Minh thị đuổi đi, sau được thủ lĩnh Hữu Cùng thị là Hậu Nghệ thu dưỡng, trở thành một người của Hữu Cùng thị, được trọng dụng Thế lực của Hàn Trác ngày càng lớn mạnh, về sau thừa cơ hội Nghệ ra ngoài săn bắn, Hàn Trác giết Nghệ và gia nhân, đoạt quyền lực và thê của Nghệ, sinh hai con trai là Ế và Kiêu Hàn Trác đem đất Qua phong cấp cho Ế, đem đất Quá phong cấp cho Kiêu. Kiêu nhận mệnh của cha, suất binh trước sau diệt Châm Quán thị và Châm Tầm thị vốn thân Hạ, giết Tướng đang ẩn náu tại Châm Tầm. Thê tử của Tướng là Hôn đương thời có mang con của Tướng, bà theo lỗ tường đào tẩu đến quê nhà mẹ là Hữu Nhưng thị tị nạn. Không lâu sau, bà sinh hạ di phúc tử Thiếu Khang.

### Thiếu Khang trung hưng
Sau khi trưởng thành, Thiếu Khang giữ chức mục chính của Hữu Nhưng thị. Sau khi biết chuyện, Kiêu phái người truy sát, Thiếu Khang không đối phó nổi nên chạy đến Hữu Ngu thị (hậu duệ của Thuấn), được giữ chức bào chính. Thủ lĩnh Hữu Ngu thị là Ngu Tư không có con trai mà chỉ có hai con gái, Ngu Tư đem hai người con gái hứa phối cho Thiếu Khang, ban ruộng một thành, người một lữ đồng thời đem Luân Ấp giao cho Thiếu Khang quản lý. Thiếu Khang lấy Luân Ấp làm căn cứ địa, tổ chức dân chúng Hạ tộc còn lại, thiết quan phân chức. Thiếu Khang phái Nữ Ngải đến triều đình của Kiêu mật thám, chuẩn bị khôi phục Hạ thất. Đương thời, di thần của Hạ thất là Mĩ ẩn náu tại Hữu Cách thị biết được việc Thiếu Khang chuẩn bị đoạt lại chính quyền, đích thân dẫn tàn dư dân chúng Châm Quán thị, Châm Tầm thị cùng Thiếu Khang hội sư, liên hiệp đánh bại Hàn Trác, phục lập Thiếu Khang là Hạ hậu. Sau khi Thiếu Khang diệt Kiêu ở đất Quá, lại phái con là Trữ đi diệt Ế ở đất Qua. Đến lúc này, Hữu Cùng thị bị hủy diệt sau gần 100 năm khống chế Trung Nguyên, kết thúc thời kỳ "vô vương" 40 năm. Hạ do đó phục quốc, hậu thế gọi là "Thiếu Khang trung hưng". Thông qua giai đoạn từ Thái Khang thất quốc đến Thiếu Khang trung hưng, có thể thấy được lịch trình Hoa Hạ tộc bình định bộ lạc phương quốc Trung Nguyên (nhất là Đông Di tộc).
Sau khi con của Thiếu Khang là Trữ kế thừa hậu vị, ông hiểu rõ sự bất mãn của Đông Di đối với Hạ thất, nhằm củng cố thế lực tại phía đông, ông dời đô thành từ Nguyên về phía đông đến Lão Khâu Trữ xem trọng phát triển vũ khí và chế tạo binh giáp. Trong văn hiến thường xuất hiện "Trữ tác giáp", "Trữ tác mâu". Ông còn phái người thảo phạt Đông Di ở khu vực duyên hải Đông Nam (nay là khu vực nam bộ Sơn Đông, đông bộ An Huy, Giang Tô). Theo truyền thuyết, ông bắt được vật cát tường là cửu vĩ hồ. Bản đồ triều Hạ trong thời gian thống trị của Trữ khoách trương đến bờ Đôn Hải (nay là Hoàng Hải). Thời kỳ Trữ tại vị cũng là lúc triều Hạ hưng thịnh nhất. Người Hạ đắc biệt tôn trọng đối với Trữ, vì Trữ mà cử hành "báo tế".
Thời con của Trữ là Hòe tại vị, hai tộc Đông Di và Hoa Hạ bắt đầu cùng tồn tại hòa bình. Trong đó chín bộ lạc cư trú tại lưu vực Hoài Hà-Tứ Thủy là Quyến Di, Vu Di, Phương Di, Hoàng Di, Bạch Di, Xích Di, Huyền Di, Phong Di, Dương Di (tức Cửu Di) thông thường hướng Hạ hậu nạp cống chúc hạ. Sau khi Hòe mất, con là Mang kế vị, con của Mang là Tiết kế vị sau khi Mang mất, trong thời gian này hai tộc Đông Di và Hoa Hạ dần đồng hóa. Trong thời gian Tiết tại vị, Đông Di tộc về cơ bản đã đồng hóa, do vậy ông bắt đầu phát triển về phía tây. Đồng thời, ông bắt đầu phong đất phong hiệu cho các phương quốc bộ lạc thuận theo Hạ thất, việc này bắt đầu chư hầu chế kéo dài trong nhiều thế kỷ sau. Sau khi Tiết mất, con là Bất Giáng kế vị, từng nhiều lần suất binh chinh thảo Cửu Uyển ở phía tây.

### Thương Thang diệt Kiệt, nhà Thương thay nhà Hạ

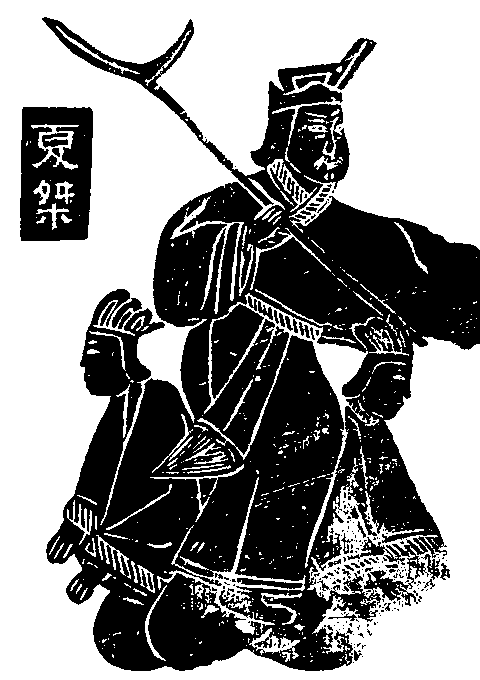
Tranh mô tả Kiệt cầm kích, ngồi lên hai nữ bộc.
(vẽ vào thời Hán, Vũ lương từ, Gia Tường, Sơn Đông)

Khi Bất Giáng già yếu, nội thiện cho đệ là Quynh. Sau khi Quynh mất, con là Cần kế vị. Sau khi kế vị không lâu, Cần bệnh mất, đường huynh là Khổng Giáp- con của Bất Giáng- kế vị. Khổng Giáp tiến hành cải biến truyền thống tế tự tổ tông trong Hạ lễ, bắt đầu tế tự Thiên Đế. "Sử ký-Hạ bản kỉ" thuật rằng Khổng Giáp "ham thích thuật quỷ thần, làm việc dâm loạn". Không ít phương quốc bộ lạc bắt đầu bất mãn đối với Hạ thất, song quan hệ giữa Hoa Hạ tộc và Đông Di tộc vẫn hữu hảo, có khả năng là do độ đồng hóa giữa hai tộc đã khá cao. Từ thời Khổng Giáp, Hạ hậu thị bắt đầu ngày càng suy lạc. Khi Khổng Giáp mất, con là Cao kế vị. Khi Cao mất, con là Phát kế vị. Trong giai đoạn này, quan hệ giữa phương quốc bộ lạc và Hạ thất xấu đi, tranh chấp trong nội bộ thị tộc mãnh liệt hơn. Từ thời Khổng Giáp qua Cao và Phát, đến Lý Quý (biệt danh Hạ Kiệt), nội loạn không ngừng.
Sau khi Phát mất, con là Lý Quý (Kiệt) kế vị. Kiệt là người giỏi võ, "Sử ký — Luật thư" chép rằng Kiệt "tay đánh sài lang, chân truy tứ mã" Trong thời gian Hạ Kiệt tại vị, quan hệ giữa Hạ thất và phương quốc bộ lạc đã bị phá vỡ, số bộ lạc cống nạp cho Hạ không ngừng giảm thiểu, Kiệt do vậy thường thảo phạt bộ lạc không quy phục. Trong văn hiến có ghi rằng Kiệt tham sắc, sau khi đánh bại mỗi bộ lạc thì tuyển chọn phi tử trong số các nữ giới. Hữu Thi thi đề cập trong "Quốc ngữ-Tấn ngữ"; Mân Sơn thị, Mạt Hỉ thị đề cập trong "Trúc thư kỷ niên" đều có kết cục như vậy. Trong đó, Muội Hỉ của Mạt Hỉ thị kết giao với Y Doãn Kiệt nhiều lần chinh phục chọc giận không ít bộ tộc khá có quyền uy. Hữu Mân thị do không phục tùng Kiệt mà bị diệt. Bộ tộc Thương mang tính Tử, hoạt động tại khu vực nay là tây nam bộ tỉnh Sơn Đông, bắt đầu trở nên hưng vượng chính là trong thời loạn này của triều Hạ. Kiệt cũng nhân việc Thương không phục làm lý do để thảo phạt, đánh bại thủ lĩnh của Thương là Thang. Thang bị cầm tù tại Hạ Đài, sau đó được phóng thích. Ngoài việc đề cập đến quan hệ đối ngoại xấu đi, trong các văn hiến còn đề cập đến việc Kiệt dùng người không thích hợp trong triều đình.
Kiệt chỉ quan tâm đến hưởng lạc, không màng tới khổ cực của dân gian. Theo truyền thuyết, dân Hạ nguyền rủa cho Kiệt sớm ngày quy thiên, Kiệt biết được thì nói đùa rằng bản thân là Thái Dương trên trời, Thái Dương bất tử thì ông cũng tử bất, dân Hạ liền chỉ Thái Dương trách, hỏi Thái Dương khi nào thì phá diệt, tình nguyện cùng diệt vong. Khoảng cuối thế kỷ 17 TCN và đầu thế kỷ 16 TCN, thủ lĩnh bộ tộc Thương là Thang lợi dụng tâm lý dân Hạ hận Kiệt, liên kết phương quốc bộ lạc thảo phạt Kiệt. Liên minh diệt trừ các bộ tộc thân Hạ là Vi, Cố, Côn Ngô, sau đó khai chiến với Kiệt. Thế lực của Thang lớn, Kiệt ngăn chặn không được, vừa chiến vừa trốn, cuối cùng chiến bại tại đất cũ của Hữu Tung thị. Kiệt trốn đến Minh Điều Thang đuổi kịp, triển khai đại chiến tại đây. Kiệt một lần nữa bị đánh bại, bị Thang đuổi đày tại Lịch Sơn cùng sống với Mạt Hỉ thị, cuối cùng đến núi ở Nam Sào thì mất ở đó. "Hoài Nam Tử — Tu Vũ huấn" thì viết có chút bất đồng, theo đó Thang "chỉnh binh ở Minh Điều, bao vây quân Hạ tại Nam Sào, trách mắng việc đã qua (của Kiệt), đầy đến Lịch Sơn". Trong truyền thuyết của hậu thế, Hạ hậu Kiệt bị miêu tả là một bạo quân, hậu nhân thường đem Hạ hậu Kiệt và Thương Trụ Vương, Chu Lệ Vương và Chu U Vương gọi chung là các bạo quân họa quốc ương dân, nhưng trong các văn hiến khá sớm thì Kiệt được ghi chép rất giản lược. "Thượng Thư — Thang thệ" có ghi rằng khi Thang phạt Kiệt có nêu ra tội trạng của Kiệt chỉ là "suất át chúng lực, suất cát Hạ ấp". Trong trận Minh Điều, Hạ thất bị lật đổ, Thang nhận được sự ủng hộ của phương quốc bộ lạc mà xưng vương tại Bạc, kiến lập Thương vương triều, trở thành lần thay đổi triều đại đầu tiên trong lịch sử Trung Quốc. Chính quyền thế tập đầu tiên tại Trung Quốc là Hạ triều truyền được 14 đời, 17 vua, trải qua 471 năm.

### Hậu duệ
Sau khi Hạ diệt vong, thế lực còn lại chủ yếu lưu cư Trung Nguyên song cũng có hai chi phân biệt thiên di hướng bắc và hướng nam. Kiệt đem theo không ít dân chúng Hạ tộc từ Lịch Sơn nam thiên đến Nam Sào, chính là chi phía nam. Chi phía bắc tiến vào cao nguyên Mông Cổ, cùng các tộc bản địa dung hợp, có người nhận định đấy chính là dân tộc được hậu nhân gọi là Hung Nô. "Sử ký — Hung Nô liệt truyện" có chép rằng "tiên tổ của Hung Nô cũng là hậu duệ của Hạ hậu thị, gọi là Thuần Duy". "Quát địa phả" cho biết chi tiết hơn "con (Hạ Kiệt) là Huân Dục có thê là thê thiếp của Kiệt, tị cư ở Bắc Dã, di dời theo thú nuôi, Trung Quốc gọi là Hung Nô". Thương Thang phong một chi của Hạ thất mang họ Tự tại Kỷ quốc để phụng tự tông miếu tổ tiên. "Sử ký-Trần Kỉ thế gia" ghi rằng hậu duệ Hạ tộc tại "Ân thời hoặc phong hoặc tuyệt" Sau khi Chu Vũ Vương diệt Thương và trở thành vương, ông phong hậu duệ của Đại Vũ là Đông Lâu công tại đất Kỷ, tiếp tục quốc tộ Kỉ quốc, chủ quản việc tế tự đối với Vũ. Mạt kỳ Xuân Thu, Khổng Tử do sùng thượng Hạ lễ nên còn đặc biệt đến Kỷ quốc phỏng vấn khảo sát Tại thôn Vũ Lăng ở Cối Kê Sơn thuộc Thiệu Hưng của Chiết Giang, đời sau họ Tự của Hạ Vũ đến nay vẫn giữ lăng của Vũ Quách Mạt Nhược, Hồ Hậu Tuyên, Trình Cảnh nhận định Thổ phương trong Giáp cốt văn chính là Hạ sau khi chiến bại. Căn cứ ghi chép trên Bốc từ, Thổ phương là một phương quốc lớn mạnh ở tây bắc của Ân, là đối tượng mà Vũ Đinh và các vua Thương trước đó trường kỳ chinh thảo. Sau khi Vũ Đinh chinh phục Thổ phương, tại "Đường thổ" trong nội địa của Thổ phương cho kiến thiết nên thành ấp lớn là "Đường", khống chế nhân dân Thổ phương, về sau không lại thấy có ghi chép Thổ phương bạn biến. Thời Chu sơ, Thành Vương phong quân chủ đầu tiên của Tấn quốc là Đường Thúc Ngu ở nơi đó.
Sau khi vua Thiếu Khang trung hưng vương thất, phong cho con thứ là Vô Dư làm vua nước Việt ở đất Cối Kê (nay thuộc huyện Thiệu Hưng tỉnh Chiết Giang) để lo việc phụng thờ. Do ở nơi man hoang nên giai đoạn sau nhà Hạ và nhà Thương cho đến Tây Chu nước này không có ảnh hưởng gì lớn để sử sách ghi chép, đến cuối thời Xuân Thu, Việt vương Câu Tiễn giành ngôi bá chủ Trung Nguyên nước Việt mới được chú ý đến. Đến giữa thời Chiến Quốc, nước Việt suy yếu bị nước Sở đánh bại. Con thứ hai của Việt vương Vô Cương là Minh Di được vua Sở cho cai quản vùng đất Ngô Thành (nay ở huyện Ngô Hưng tỉnh Chiết Giang), nằm ở phía nam Âu Dương Đình, được đặt tên như vậy bởi vì nó được xây dựng ở phía nam và là phía dương (mặt trời) của núi Âu Dương, vì thế ông được đặt danh hiệu là Âu Dương Đình Hầu. Năm 223 TCN, tướng nước Tần là Vương Tiễn tiến vào vùng đất Việt. Các thủ lĩnh người Việt ở đây (là hậu duệ của Câu Tiễn) đều quy phục. Vương Tiễn bèn lấy đất Việt lập quận Cối Kê. Con cháu họ tiếp tục giữ họ Âu, Âu Dương hay Âu Hầu để tưởng nhớ chức tước ngày xưa của tổ tiên.
Năm 334 TCN, một nhánh khác của nước Việt bị nước Sở đánh bại đã chạy đến vùng Phúc Kiến xây dựng nước Mân Việt. Quốc gia này bị nhà Tần khuất phục, tuy nhiên chẳng bao lâu "nhà Tần mất hươu khiến thiên hạ cùng đuổi", cháu 7 đời của Vô Cương là Vô Chư vì có công chống Tần nên được Hán Cao Tổ cho phép phục quốc và phong làm Mân Việt Vương. Mân Việt bị chiếm đóng một phần bởi nhà Hán vào cuối thế kỷ thứ 2 trước Công nguyên. Tuy nhiên, do địa hình được bao bọc bởi núi non, nhà Hán lúc đó không thể hoàn toàn kiểm soát được vùng này. Mân Việt bị thôn tính bởi Nam Việt từ năm 183 TCN đến 135 TCN, nhưng họ phục quốc chưa bao lâu thì bị xâm chiếm bởi nhà Hán năm 110 trước Công Nguyên. Một phân nhóm dân tộc tên là Huệ An Nữ tự nhận họ là con cháu của những người Mân Việt xưa. Ngày nay, theo phân loại dân tộc của Trung Quốc, nhóm Huệ An Nữ được xếp làm một nhánh của dân tộc Hán.
Năm 472 TCN, sau khi tiêu diệt nước Ngô, Việt vương Câu Tiễn phong cho con trai thứ (chưa rõ tên) ở Đông Âu tộc (nay thuộc Ôn Châu và Thai Châu tỉnh Chiết Giang. Tuy nước Việt bị Sở sáp nhập nhưng bộ phận Đông Âu tộc vẫn được quyền tự trị, thủ lĩnh bộ tộc tự xưng là Đông Âu vương. Năm 220 TCN, Tần Thủy Hoàng hạ lệnh phế truất thủ lĩnh đời thứ sáu Đông Âu tộc là An Chu, Đông Âu tộc bị sáp nhập với Mân Việt thành quận Mân Trung, chấm dứt sau 252 năm tồn tại. Năm 209 TCN, con trai An Chu là Sô Giao nhân nhà Tần đại loạn cũng vùng lên phục quốc, năm 200 TCN được Hán Cao Tổ phong làm Hải Dương Tề Tín Hầu. Năm 191 TCN, Hán Huệ Đế cải phong Giao làm Đông Hải vương, tuy nhiên thế tục vẫn gọi ông này là Đông Âu vương. Năm 138 TCN, Đông Âu quốc chính thức bị nhà Hán sáp nhập, quân chủ cuối cùng là Sô Vọng bị Hán Vũ Đế giáng phong làm Quảng Vũ hầu.

## Phạm vi thế lực và phân chia hành chính
Triều Hạ tồn tại trong khoảng thời gian quá độ từ liên minh thành bang bộ lạc tới quốc gia phong kiến, do đó không có cương vực rõ ràng. Quan hệ giữa thị tộc Hạ và các thành bang bộ lạc khác khá giống với kiểu quan hệ giữa nước tông chủ và nước triều cống. Tuy nhiên, có một ít phương quốc được Hạ thất phân phong, giống như nước chư hầu. Do vậy, chỉ có thể lấy phạm vi thế lực để biểu thị lực ảnh hưởng của triều Hạ. 11 chi họ Tự của Hạ tộc và vương thất trung ương Hạ hậu thị về dòng máu có quan hệ tông pháp, về chính trị có quan hệ phân phong, về kinh tế có quan hệ cống phú, nói chung cấu thành phạm vi lãnh thổ lõi của vương triều Hạ. Hạ bắt đầu từ tây bộ Hà Nam và nam bộ Sơn Tây ở phía tây; phía đông đến nơi giao giới giữa ba tỉnh Hà Nam, Sơn Đông, Hà Bắc; phía nam đến bắc bộ tỉnh Hồ Bắc; phía bắc lên tới nam bộ tỉnh Hà Bắc. Khu vực này có trung tâm địa lý nay là dải Yển Sư, Đăng Phong, Tân Mật, Vũ Châu. Đương thời, thế lực của Hạ kéo dài ra nam bắc Hoàng Hà, thậm chí là đến lưu vực Trường Giang. Vào tảo kỳ triều Hạ, Hạ tộc chủ yếu sinh hoạt tại vùng đất Hà Nội ở trung nam bộ Sơn Tây, men theo Phần Thủy, Hà Thủy dời đến phía đông nam, vãn kỳ đến lưu vực Y-Hà ở trung bộ Hà Nam. "Quốc ngữ-Chu ngữ thượng" viết rằng "xưa Y Lạc khô cạn nên Hạ mất", có thể thấy sông Y-Lạc mang tính trọng yếu đối với vùng thủ đô thời vãn kỳ của Hạ.

### Chín châu trong truyền thuyết

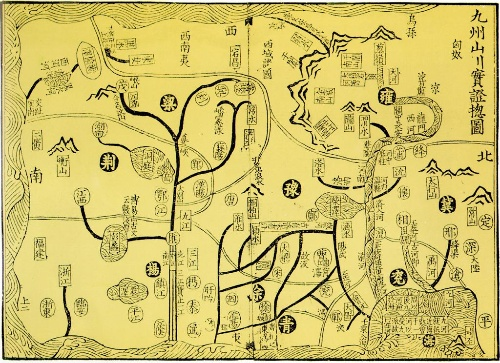
Vũ cống cửu châu đồ (hướng phía trên là hướng tây)
(làm vào thời Nam Tống)

Về phân chia hành chính, triều Hạ chọn thi hành cửu châu chế. Căn cứ theo ghi chép trong "Thượng Thư-Vũ cống", sau khi Đại Vũ trị thủy thành công, đem Trung Thổ phân thành chín châu là Ký, Duyện, Thanh, Từ, Dự, Dương, Kinh, Lương, Ung, và chiếm lấy đồ kim thuộc và thạch khoáng từ chín châu, đúc ra cửu đỉnh để tượng trưng cho quyền lợi quốc gia, do vậy "Cửu Châu" trở thành danh từ đại diện cho quốc gia Trung Quốc, và ý "định đỉnh" là kiến lập chính quyền. Theo "Vũ cống", chín châu phân chia như sau:
1. Ký châu (冀州), giáp bên phải Kiệt Thạch đến Hà, ba mặt cách Hà, là nơi đường cống nạp của các châu đều đi qua. Nay thuộc các tỉnh Sơn Tây, Hà Bắc và tây bộ Liêu Ninh.
2. Duyện châu (兗州), thuận theo Tể, Tháp, cho đến Hà. Nay là tây bộ Sơn Đông, góc đông nam của Hà Bắc.
3. Thanh châu (青州), thuận theo Vấn, cho đến Tể. Nay là khu vực bán đảo Sơn Đông phía đông Thái Sơn.
4. Từ châu (徐州), thuận theo Hoài, Tứ, cho đến Hà. Nay là khu vực phía bắc Hoài Hà của Giang Tô, An Huy và nam bộ Sơn Đông.
5. Dương châu (揚州), men theo Giang, Hải, cho đến Hoài, Tứ. Nay là khu vực phía nam Hoài Hà của Giang Tô, An Huy và bắc bộ hai tỉnh Chiết Giang, Giang Tây.
6. Kinh châu (荊州), thuận theo Giang, Đà, Tiềm, Hán, vượt qua Lạc, cho đến Nam Hà. Nay là Hồ Bắc, vùng phía bắc Hành Sơn của Hồ Nam và phần cực tây bắc của Giang Tây.
7. Dự châu (豫州), thuận theo Lạc, cho đến Hà. Nay là Hà Nam, bắc bộ Hồ Bắc, đông nam bộ Thiểm Tây, góc tây nam của Sơn Đông.
8. Lương châu (梁州), thuận theo Tiềm, vượt qua Miện, tới Vị, loạn với Hà. Nay là Tứ Xuyên, cực nam của Thiểm Tây và Cam Túc.
9. Ung châu (雍州), thuận theo Tích Thạch, đến Long Môn Tây Hà, hội ở Vị, Nhuế. Nay là Thiểm Tây, Cam Túc, Ninh Hạ, Thanh Hải.

Cửu châu mượn danh từ công việc của Đại Vũ, kỳ thực là do người thời Chiến Quốc ước đoán phân chia Thiên hạ. Quốc gia thời Hạ nằm ở giai đoạn manh nha, bức xạ chính trị nhìn chung không vượt khỏi thành ấp nội địa, ở ngoài kinh kì thì thông qua phong bang kiến quốc theo thị tộc chế cùng với thông hôn kết minh mà đạt thành quan hệ. Do lãnh thổ nhỏ hẹp, chính quyền trung ương đơn nhất không cần thiết hay không có năng lực phân chia khu vực hành chính.

### Đô thành
Thời kỳ viễn cổ, chưa có khái niệm rõ ràng về đô ấp, xã hội trong giai đoạn nửa chăn nuôi đi săn, nửa trồng trọt định cư, dân của bộ tộc Hạ theo thủ lĩnh và tráng đinh trong tộc thiên di. Sau khi tài nguyên đương địa đã tận, họ liền thiên di đến đất khác, không thường trú tại một nơi. Vùng đất Hạ hậu cư trú gọi là "Đại Ấp" hoặc "Hạ Ấp", đó là khái niệm nguyên thủy của thủ đô quốc gia. Văn hiến ghi chép thủ lĩnh Hạ tộc trước sau định cư tại 17 xứ: Đại Hạ, Hạ Khư  Cao Mật Dương Thành, Dương Trạch, Tấn Dương, Bình Dương, Ký, An Ấp, Hạ Ấp, Châm Tầm, Đế Khâu, Luân, Nguyên, Lão Khâu, Tây Hà, Hà Nam. Vị trí cụ thể của các đô ấp này đều dĩ nhiên không có cách nào khảo chứng, trong đó một số có khả năng là biệt danh của cùng một thành ấp.
| Biến đổi vùng đất cư trú của thủ lĩnh Hạ tộc | Biến đổi vùng đất cư trú của thủ lĩnh Hạ tộc | Biến đổi vùng đất cư trú của thủ lĩnh Hạ tộc | Biến đổi vùng đất cư trú của thủ lĩnh Hạ tộc |
| Thủ lĩnh                                     | Đất ở                                        | Địa danh hiện tại |                                              |
| -------------------------------------------- | -------------------------------------------- | --- | -------------------------------------------- |
| Cổn                                          | Đại Hạ                                       | tương truyền nay thuộc huyện Hạ, Sơn Tây |                                              |
| Cổn                                          | Tung                                         | tương truyền nay thuộc huyện Tung, Hà Nam. |                                              |
| Vũ                                           | Cao Mật                                      | tương truyền nay nằm trong địa phận huyện Tân An, Hà Nam |                                              |
| Vũ                                           | Dương Thành                                  | tương truyền nay thuộc trấn Cáo Thành, Đăng Phong, Hà Nam |                                              |
| Vũ                                           | Dương Trạch                                  | tương truyền nay thuộc Vũ Châu, Hứa Xương, Hà Nam |                                              |
| Vũ                                           | Tấn Dương                                    | tương truyền nay thuộc trấn Tấn Nguyên, Thái Nguyên, Sơn Tây |                                              |
| Vũ                                           | Bình Dương                                   | tương truyền nay là tây nam Lâm Phần, Sơn Tây |                                              |
| Vũ                                           | An Ấp                                        | tương truyền nay là đông bắc huyện Hạ, Sơn Tây |                                              |
| Khải, Thái Khang                             | Dương Trạch                                  | - |                                              |
| Thái Khang, Trung Khang                      | Châm Tầm                                     | có thuyết nói rằng nay là di chỉ Nhị Lý Đầu cách 18 km về phía đông khu Lão Thành, Lạc Dương, Hà Nam có thuyết nói rằng nay thuộc thôn Sảo Sài, trấn Chi Điền cách 29 km về phía tây nam Củng Nghĩa, Hà Nam |                                              |
| Tướng                                        | Đế Khâu                                      | tương truyền nay là tây nam Bộc Dương, Hà Nam |                                              |
| Tướng                                        | Châm Tầm                                     | - |                                              |
| Nghệ                                         | Tư                                           | có thuyết cho rằng nay thuộc huyện Hoạt, Hà Nam |                                              |
| Nghệ, Hàn Trác                               | Cùng Thạch                                   | tương truyền nay thuộc nam bộ Lạc Dương, Hà Nam |                                              |
| Thiếu Khang                                  | Luân                                         | tương truyền nay thuộc tây bộ huyện Ngu Thành, Hà Nam |                                              |
| Thiếu Khang                                  | Hạ Ấp                                        | tương truyền nay thuộc huyện Hạ Ấp, Hà Nam |                                              |
| Thiếu Khang                                  | Đế Khâu                                      | - |                                              |
| Trữ                                          | Nguyên                                       | có thuyết cho rằng nay là Miếu Nhai Nguyên Thành cách 2 km về phía tây bắc Tế Nguyên, Hà Nam |                                              |
| Trữ, Hòe, Mang, Tiết, Bất Giáng, Quýnh       | Lão Khâu                                     | tương truyền nay thuộc trấn Trần Lưu, huyện Khai Phong, Hà Nam |                                              |
| Cần, Khổng Giáp, Cao, Phát                   | Tây Hà                                       | có thuyết cho rằng nay thuộc đông nam An Dương, Hà Nam |                                              |
| Kiệt                                         | Châm Tầm                                     | - |                                              |
| Kiệt                                         | Hà Nam                                       | có thuyết cho rằng nay là di chỉ Nhị Lý Đầu |                                              |

### Bộ lạc phương quốc
Phương quốc là quốc gia quy mô nhỏ được chuyển hóa hình thành từ thị tộc bộ lạc nguyên thủy. Các bang quốc này nằm bên ngoài cương giới, không chịu sự quản lý trực tiếp của Hạ hậu. Một số phương quốc chỉ là bộ tộc lớn, song có một số phương quốc khá lớn, thiết lập nên tổ chức quốc gia, quy mô thậm chí còn lớn hơn Hạ hậu thị Hữu Cùng thị từng có một thời gian thay thế cầm quyền, Thiếu Khang từng chạy đến Hữu Nhưng thị, Hữu Ngu thị, giữ các chức mục chính và bào chính.
Hữu Nhưng thị còn có tên là Hữu Nhâm thị, mang họ Phong, cư trú bên bờ hồ Vi Sơn ở Sơn Đông, là hậu duệ của Thái Hạo, Thiếu Hạo. Giữa Hữu Nhưng thị và Hạ hậu thị có qua lại mật thiết, có hiện tượng thông hôn, trong đó thê của Tướng là Mân đến từ Hữu Nhưng thị. Khi Tướng bị Hàn Trác sát hại, Mân đang mang thai, bà lánh nạn tại cố hương, sinh hạ Thiếu Khang tại Hữu Nhưng. Sau khi Thiếu Khang phục hưng Hạ thất, phong tộc nhân của Hữu Nhưng ở Nhâm quốc.
Hữu Ngu thị là hậu duệ của Ngu Mạc, Đế Thuấn, họ hoạt động tại lưu vực Phần Thủy cổ tại tây bắc Hà Nam và nam Sơn Tây. Khi Thuấn già, nhận thấy con mình là Thương Quân không tài không đức, do vậy thiện vị cho Vũ. Lúc trước, Nghiêu truyền vị cho Thuấn, Thuấn sau lại nhượng vị cho con Nghiêu là Đan Chu, Vũ muốn làm theo họ mà nhượng vị cho Thương Quân. Tuy nhiên, do dân chúng ủng hộ Vũ mà không đếm xỉa đến Thương Quân, do vậy Vũ kế thừa đế vị, phân phong cho Thương Quân ở phụ cận Ngu Thành, Hà Nam ngày nay. Bốn đời sau, Hạ thất trung suy, Thiếu Khang chạy đến Hữu Ngu tị nạn, được thủ lĩnh Ngu Tư đại lực hiệp trợ nên mới xoay chuyển được thế cục cho Hạ thất, Hữu Ngu thị có quan hệ trực tiếp đến tồn vong của Hạ hậu thị.
Có thuyết nói họ Yển là hậu duệ của Cao Dao. Khi Vũ già có tiến cử Cao Dao làm người kế thừa, song Cao Dao lại mất trước Vũ, Vũ lại tiến cử Bá Ích. Sau khi Vũ mất, con Vũ là Khải thu phục được sự ủng hộ của dân chúng, Bá Ích mất quyền rồi chiến bại trước Khải và bị giết. Hậu duệ của Cao Dao được phong ở ba đất Lục, Anh, Hứa ở đông nam.
Hữu Hỗ thị là bộ lạc cùng họ với Hạ. Khi Khải đoạt quyền của Ích, Hữu Hỗ thị không phục lấy danh nghĩa "Nghiêu Thuấn chọn người hiền tài còn Vũ thì độc chiếm" mà phản đối Khải thống trị, kết quả chiến bại trong trận chiến Cam, bộ chúng thì bị giáng làm mục nô.
Con của Dận là Bá Mĩ nguyên là thủ lĩnh bộ lạc thần phục Hạ hậu, khi Thái Khang mất nước thì quy phục Hậu Nghệ, khi Hàn Trác giết Nghệ thì chạy đến Hữu Cách thị. Mĩ biết việc Thiếu Khang chuẩn bị phục hưng Hạ thất thì tổ chức binh dân Hữu Cách và nhị Châm hội sư với Thiếu Khang.
Châm Quán thị, Châm Tầm thị được gọi chung là "nhị Châm", cùng mang họ Tự. là thị tộc thân Hạ trọng yếu vào tảo kỳ thời Hạ. Trong quá trình Hạ hậu thị thiên di về phía đông nam, với hai thị tộc có sự dung hợp, đến vãn kỳ thời Hạ thì vùng đất của Châm Tầm trở thành đô ấp của Hạ hậu, di chỉ Nhị Lý Đầu tại Yển Sư có khả năng chính là Châm Tầm. Thời kỳ "vô vương", Hàn Trác mệnh con là Kiêu suất binh diệt nhị Châm, đồng thời giết Hạ hậu Tướng đang tị nạn tại Châm Tầm. Thế lực còn lại của nhị Châm một số năm sau gia nhập vào liên quân của Thiếu Khang và Bá Mĩ, phục hưng Hạ thất.
Hữu Hôn thị cũng là một chi hậu duệ khác của Thiếu Hạo, là một phương quốc lớn mạnh vào vãn kỳ thời Hạ. Khi Hạ Kiệt triệu tập hội minh tại Hữu Nhưng, thủ lĩnh Hữu Hôn thị do bất mãn với sự thống trị của Kiệt nên định về nước, bị Kiệt diệt trừ.
Hữu Sân thị là hậu duệ của Đế Khốc Cao Tân thị. Thời Khải, phong quốc cho Chi Tử. Giao thời Hạ-Thương, dưới sự bang trợ của Y Doãn, Hữu Sân thị và Thương Thang kết minh tại Bắc Bạc, Thang còn cưới phi từ Hữu Sân thị.
"Sơn Hải kinh-Hải ngoại tứ kinh" chép rằng ngoại biên Hạ hậu thị có rất nhiều phương quốc mang tên có chữ "quốc", có khả năng chỉ là thần thoại song cũng có khả năng là danh xưng sai lệch của các bộ lạc viễn cổ.。

## Ngoại tộc

### Tam Miêu
Trong Hán ngữ thời Thượng Cổ, "Miêu" và "Man" đồng âm đồng ý, Tam Miêu và "Nam Man" của hậu thế có thể có cùng nguồn gốc. "Chiến Quốc sách-Ngụy sách" chép rằng vị trí của Tam Miêu: phía đông Động Đình, phía tây Bành Lễ, bắc đến Văn Sơn, nam tiếp Hành Sơn. Thời kỳ Nghiêu Thuấn, nước lụt tràn ngập, Miêu thừa cơ "nổi loạn" tại Đông Nam, cùng với Hoan Đâu, Cộng Công, và Cổn gọi chung là Thiên hạ "tứ tội". Thuấn phái Vũ đi hàng phục dân Miêu song không đạt được kết quả. Thuấn trong những năm cuối từng tự thân nam chinh, trên đường bệnh mất tại Thương Ngô. Vũ kế tục sự nghiệp chinh Miêu, phát ra lời thệ sư "Vũ thệ", cùng quân Miêu triển khai đại chiến kéo dài trong 70 ngày, chế phục quân Miêu, bình định Tam Miêu. Từ đó, Tam Miêu suy lạc không dừng, biến mất khỏi vũ đài lịch sử.

### Đông Di
Người Di sống ở phía đông của Trung Nguyên, cho nên gọi là Đông Di, nổi tiếng về tài cung tên. Tộc Đông Di ban đầu phân bố tại khu vực huyện Dịch, Bảo Định, Hà Bắc cho đến chân núi phía nam của Yên Sơn, vào thời kỳ Hạ-Thương, họ phân ra làm bốn phần, một chi lưu cư tại trung bộ Hà Bắc, chi phía bắc đi vòng qua vịnh Bột Hải để đến Liêu Đông và bán đảo Triều Tiên, chi phía nam qua Sơn Đông nam hạ đến khu vực Giang Hoài, còn chi phía tây trải khắp hai tỉnh Sơn Tây và Hà Nam ở tây bộ bình nguyên Hoa Bắc, xa nhất đến tận Thiểm Tây. Chi phía tây vào tảo kỳ thời Hạ xảy ra mâu thuẫn với Hạ hậu thị, trong giai đoạn từ Thái Khang đến Trữ trở thành mối uy hiếp không nhỏ đối với chính quyền Hạ hậu thị. Hữu Cùng thị là hậu duệ của Thiếu Hạo người Đông Di, nổi lên ở Cùng Tang, sau đó bắc thiên đến Cách ven bờ Bột Hải, dần lớn mạnh tại đây. Thời kỳ Tam Hoàng, liên minh bộ lạc của Hữu Ngu thị hiệp đồng Thuấn Đế xua đuổi các bộ lạc nghịch minh Đại Phong, Thập Nhật, Cửu Anh, Tạc Xỉ, Phong Hy, Tu Xà. Đầu thời Hạ, Hữu Cùng thị tây thiên đến Tư, sát gần khu vực trung tâm của Hạ hậu thị. Thời Thái Khang, Hạ thất trung suy, thủ lĩnh Nghệ của Hữu Cùng thị thừa cơ tây tiến. Nghệ dẫn người nam vượt Hoàng Hà, diệt bốn thuộc quốc của Hạ hậu, chiếm cứ vùng chân núi phía bắc của Tung Sơn. Sau đó, Hậu Nghệ đoạt được Hạ đô Châm Tầm, đày Thái Khang ra đông bộ Hà Nam, lập Trung Khang làm quân chủ. Trung Khang mất, con là Tướng được lập, Nghệ bèn thay thế nắm quyền. Tám năm sau, Nghệ bị nghĩa tử Hàn Trác sát hại, Hàn Trác nấu thịt Nghệ và cưỡng bách con Nghệ ăn, con Nghệ không chịu nên cũng bị Hàn Trác sát hại. Hàn Trác lấy thê của Nghệ, sinh ra Ế và Kiêu. Hàn Trác tàn bạo hôn dung, Hạ hậu Thiếu Khang liên hiệp với hàng thần Mĩ của Hữu Cách thị, Hữu Ngu, Hữu Nhưng, Châm Quán, Châm Tầm diệt Ế, Kiêu và Hàn Trác. Tộc nhân của Hữu Cùng thị từ đó rời khỏi khu vực Lạc Hà, dời về phía tây nam. Phân chi Đông Nam của tộc Đông Di có chín tộc, gọi chung là "Cửu Di". "Trúc thư kỉ niên" ghi rằng vào thời Tướng, "Vu Di đến quy thuận", nhưng thời Thiếu Khang phục quốc chỉ có Phương Di quy phục, tám tộc còn lại tiếp tục chống lại Hạ tộc. Trong thời gian Trữ tại vị, quân Hạ nhiều lần chiến thắng trước tộc Di, giúp khoách trương thế lực của Hạ hậu đến bờ biển Hoa Đông. Đến thời Hòe, Cửu Di lần lượt quy phục Hạ hậu, sau đó Di và Hạ hòa hảo.

### Thương
Thương tộc mang họ Tử, nguyên là Đông Di, thủy tổ là Tiết do Giản Dịch thuộc Hữu Tung thị sinh. Tiết là nhân vật sống cùng thời kỳ với Vũ, sống tại hạ du Hoàng Hà, từng hiệp trợ Đại Vũ trị thủy. Trải qua năm vị tiên công là Chiêu Minh, Tướng Thổ, Xương Nhược, Tào Ngữ, Minh, Thương tộc phát triển từ đông bộ Hà Bắc đến bắc bộ Hà Nam. Minh nhậm chức thủy quan của Hạ hậu, mất trong quá trình trị thủy. Trong thời gian con của Minh là Vương Hợi tại vị, kinh tế Thương tộc đạt đến đỉnh cao mới, bốc từ ghi rằng Vương Hợi trong một lần tế tự có thể dùng nhiều đến 50 đầu bò. Thủ lĩnh Miên Thần của Hữu Dịch thị cưỡng bách Vương Hợi giao ra gia súc và nhân khẩu, Vương Hợi cự tuyệt, Miên Thần liền sát hại Vương Hợi và đoạt lấy bò dê. Về sau, đệ của Vương Hợi là Vương Hằng đoạt về bò dê từ trong tay của Miên Thần. Con của Vương Hằng là Thượng Giáp Vi liên hiệp với Hà Bá thị thảo phạt Hữu Dịch thị, giết Miên Thần. Thương tộc bắt đầu lớn mạnh đồng thời với việc Hữu Cùng thị suy lạc. Thời kỳ Chủ Nhâm, Chủ Quý, thế lực của Thương tộc không ngừng tăng lên, họ tập hợp các thị tộc bộ lạc ở hạ du Hoàng Hà, từng bước một tiến gần đến khu vực Trung Nguyên của Hạ hậu thị. Sau khi Thiên Ất Thang kế vị, Thương thu thập nhân tài, dưới sự hiệp đồng của Y Doãn, Trọng Hủy, Nữ Cưu, Nữ Phòng, bắt đầu chinh Cát, lại trước sau tiêu diệt các thị tộc thân Hạ như Vi, Cố, Côn Ngô, làm suy yếu thế lực của Hạ hậu, "mười một cuộc chiến mà thành vô địch thiên hạ". Thang thừa cơ đất Hạ phát sinh hạn tai mà khởi binh tây tiến, triển khai chiến đấu với Hạ Kiệt tại Minh Điều, Kiệt không chặn nổi nên phải chạy đến Nam Sào. Thang xưng vương tại Tây Bạc, Hạ triều hoàn toàn sụp đổ, Thương triều thành lập.

## Thể chế chính trị
Thời Hạ, về mặt xã hội đã xuất hiện một số cơ cấu và chế độ quốc gia mang tính đại biểu. Cơ cấu quốc gia của triều Hạ bắt nguồn trực tiếp từ cơ cấu liên minh bộ lạc, có đặc trưng là:
- Phạm vi quốc gia trực tiếp quản lý chỉ giới hạn trong nội bộ của thị tộc. Vượt ra ngoài bộ lạc Hạ tộc, các thủ lĩnh bộ lạc khác có được quyền quản lý và quyền thống trị tương đối độc lập trên lãnh địa của mình; đối với Hạ hậu, họ sử dụng phương thức thần phục và nạp cống để biểu thị quan hệ tương hỗ.
- Trên phương diện hình thức chính quyền và chế độ quản lý, có hai bản chất lớn là chuyên chế và dân chủ, thể hiện rõ chế độ quốc gia bắt đầu quá độ từ chính thể thị tộc dân chủ hướng đến chính thể quân chủ.

Đương thời, tồn tại liên minh phương quốc bộ lạc theo phương pháp lấy vương triều Hạ của Hạ hậu thị làm trung tâm, các phương quốc bộ lạc này đều hình thành dưới chế độ thị tộc phong kiến của Hạ hậu thị, và sau đó duy trì quan hệ không thay đổi với Hạ hậu, đồng thời nhận được sự bảo hộ của Hạ hậu. "Thi Kinh" trong phần giảng thuật về thời kỳ chiến tranh giữa Thang và Kiệt có nói "Vi, Cố ký phạt, Côn Ngô, Hạ Kiệt" cho thấy Thỉ Vi thị và Cố thị hiệp đồng với Côn Ngô thị, Hạ hậu thị tham dự chiến tranh. Tuy nhiên Hậu Nghệ thuộc Hữu Cùng thị Đông Di có thể "dựa vào dân Hạ để kế thừa Hạ chính", qua đó cũng có thể thấy quan hệ thân cận giữa Hữu Cùng thị và Hạ hậu thị. Trong các ghi chép trong văn hiến, nguyên nhân Thái Khang thất quốc và Thiếu Khang phục quốc được quy kết là do Thái Khang, Tướng, Hàn Trác ra ngoài săn bắn thường nhật, không quan tâm đến dân sự. Tuy nhiên vào tiền kỳ Hạ triều, nông nghiệp chưa phát triển, nhiệm vụ săn bắn đều do các cường đinh tráng nam trong nội bộ bộ lạc đảm nhiệm, việc quân chủ săn bắn bên ngoài do vậy là hoạt động sản xuất bình thường, không phải là nguyên nhân chủ yếu dẫn đến mất quyền mất nước. Vào sơ kỳ Hạ triều tồn tại cảnh tượng tạp cư đan xen giữa Hạ tộc và ngoại tộc, giữa các bầy người xảy ra đấu tranh liên miên. Uy hiếp lớn nhất của Hạ tộc đến từ Di tộc phía đông, hai tộc triển khai chiến tranh hơn 100 năm, đến thời Trữ, Hòe thì mới hạ màn. Thời kỳ "vô vương" kéo dài bốn mươi năm từ khi Thái Khang thất quốc đến Thiếu Khang phục quốc chứng minh rằng Đông Di tộc khi ấy có thế lực cường thịnh, cũng phản ánh cơ sở của chính quyền Hạ hậu không chắc chắn. Nghệ thuộc Di tộc song lại được Hạ dân tán thành, thông qua hình thức xua đuổi Thái Khang mà đoạt được quyền vị Hạ hậu, cho thấy vẫn còn tồn tại đặc trưng dân chủ thiện nhượng của xã hội nguyên thủy "đức suy thì thay thế".
Sau khi Thái Khang thất quốc, Thiếu Khang từng chạy đến chỗ Hữu Ngu thị. Thủ lĩnh Hữu Ngu thị là Ngu Tư gả hai con gái cho Thiếu Khang, lại ban điền ấp cho Thiếu Khang, Thiếu Khang đang lúc khốn nan nay có được một địa vị nhất định. Tuy nhiên, Hữu Ngu thị và Hạ hậu thị không có quan hệ huyết thống trực tiếp, song thủ lĩnh Hữu Ngu thị có vẻ như đại lực ủng hộ Hạ hậu thị, thể hiện rõ rằng bộ lạc thần thuộc Hạ hậu thị bắt đầu chấp thuận sự thống trị "gia thiên hạ" của Hạ hậu thị, thừa nhận rằng sự thống trị của Hạ hậu thị mới là chính thống.
Quốc gia mà chính quyền Hạ hậu kiến lập là một quốc gia phôi thai nguyên thủy, do vậy sức sản xuất ở mức thấp, cơ cấu chính trị không hoàn thiện, hệ thống giao thông lạc hậu, do vậy thế lực của Hạ hậu giới hạn trong khu vực vương kỳ rộng chừng 100 lý. Khu vực ngoài cương giới của Hạ, Hạ hậu chỉ có thể thông qua phương thức kết minh hòa hiếu để duy trì ảnh hưởng của mình. Kiểu cục thế này là đặc trưng quốc gia chung của Tam Đại thượng cổ là Hạ, Thương và Tây Chu.

### Thể hệ quan chức
"Lễ ký-Tế nghĩa" viết rằng "thời xưa, Hữu Ngu thị quý đức và thượng xỉ, Hạ hậu thị quý tước và thượng xỉ", phản ánh người Hạ xem trọng quan vị, cũng qua đây có thể nói chức quan đời Hạ có phân biệt đẳng cấp cao thấp rõ ràng. Trong văn hiến hậu kỳ có chép rằng thời Hạ đã lập chuỗi quan chức lớn nhỏ. Trong "Thượng thư-Cam thệ" có ghi "đại chiến ở Cam, bèn triệu lục khanh, Vương nói: Ôi!, lục sự chi nhân, ta thệ cáo ngươi"; còn trong "Mặc tử-Minh quỷ" có viết "tả hữu lục nhân"; lục khanh, lục sự chi nhân, lục nhân có khả năng giống như giống như lục khanh thời Chu, sáu vị đại quan giúp đỡ Hạ hậu quản lý sự vụ quốc gia. "Lễ ký-Minh đường vị" có nói đến "Hạ hậu thị quan bách" chỉ là quan viên hạ cấp của lục sự chi nhân. Từ "bách" trong "quan bách" chỉ số nhiều, cũng không phải là số tròn chục, có rất ít ghi chép về chức vị của quan bách. Thời Hạ, có nhiều chức quan gọi là "chính", có "mục chính" quản lý việc chăn thả gia súc, bào chính quản lý việc nấu ăn nhà bếp, xa chính chuyên quản lý việc chế tạo xe. Bên dưới quan "chính" còn tồn tại tiểu lại gọi là "công". "Hạ thư" viết "tù nhân dĩ mộc đạc tuẫn vu lộ".", quan viên mà Hạ hậu cho đi tứ xứ tuần chinh thi ca và ý kiến gọi là "tù nhân". "Hạ thư" có viết "Thần bất tập ư phòng, mậu tấu cổ, sắc phu trì, thứ nhân tẩu", tự thuật về một khoảng thời gian xảy ra nhật thực, có "mậu" quan đánh trống lớn để báo cho mọi người, mỗi quan lại và thứ dân tự chạy vội vàng báo cho nhau. "Tù nhân", "mậu", "sắc phu" đều thuộc tiểu lại cấp "công" Hạ hậu có khả năng còn có "quan chiêm" chuyên lo việc bói toán bằng mai rùa và cỏ thi (tức bốc thệ). "Mặc Tử-Canh trú" chép rằng Hạ hậu Khải đúc đỉnh ở Côn Ngô, từng thông qua bốc quan dưới quyền là Ông Nan Ất để cầu vấn thiên thần Ngũ phục cống phú từ Cửu châu là nguồn kinh tế chủ yếu của Hạ hậu thị, trong số các "quan bách" của Hạ hậu thị có nhiều người chuyên lo việc trưng thu phú dịch. Trong "Thượng thư-Hạ thư", liên quan đến quá trình thiết quan phân chức về đại lược, có viết "phú nạp dĩ ngôn, minh thí dĩ công, xa phục dĩ dung.

### Chế độ phú nạp

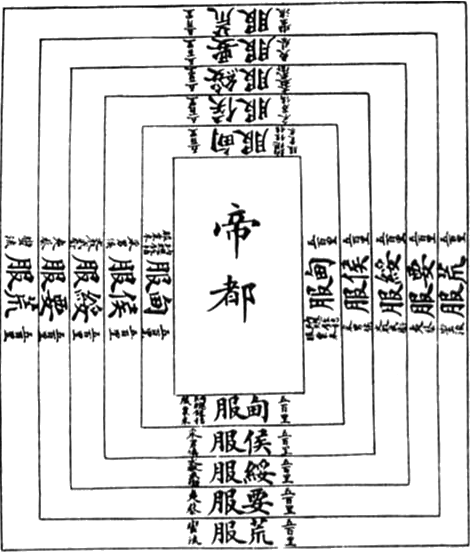
Hình thể hiện khái niệm Ngũ phục
("Khâm định thư kinh đồ thuyết" thời Thanh)

Chế độ thị tộc phong kiến thời Hạ cũng có sự thể hiện về mặt kinh tế. Thượng thư viết "Tứ hải hội đồng, lục phủ khổng tu. Thứ thổ giao chính, để thận tài phú, hàm tắc tam nhưỡng thành phú, trung bang tích thổ, tính, chi đài đức tiên, bất cự trẫm hành", tức nói thị tộc bộ lạc trong tứ hải đều quy phụ Hạ hậu, sáu loại vật chất kim mộc thủy hỏa thổ cốc đều chịu trị lý, phân biệt rõ ràng ruột đất tốt xấu các xứ, đem phân vào ba hạng để quyết định số lượng phú nạp, khiến cho việc phú nạp được hợp lý mà không thiên lệch, việc ban đất, ban họ căn cứ vào quan hệ giữa phương quốc bộ lạc và Hạ hậu mật thiết hay xa cách để định ra thứ tự phong kiến trước sau. Thiên "Vũ cống" cũng liệt ra tình hình cụ thể về vật phẩm mà Cửu châu phú nạp, đem số lượng vật phẩm phân thánh 9 hạng: thượng thượng, trung thượng, hạ thượng, thượng trung, trung trung, hạ tủng, thượng hạ, trung hạ, hạ hạ. Ngoài ra, còn căn cứ vào cự ly địa lý xa gần so với đô ấp của Hạ hậu thị mà phân ra "Ngũ phục" điện, hầu, tuy, yêu, hoang.
- Điện phục gồm các phương quốc bộ lạc có cự ly dưới 500 lý tính từ đô thành của Hạ, là khu vực cung ứng lương thực chủ yếu của đô thành Hạ. Trong 100 lý phú nạp bó lúa, trong 100-200 lý thì phú nạp bông lúa, trong 200-300 lý thì phú nạp hạt lúa nguyên trấu, trong 300-400 lý thì phú nạp gạo thô, trong 400-500 lý thì phú nạp gạo tinh.
- Hầu phục gồm các phương quốc bộ lạc có cự lý từ 500-1000 lý tính từ đô thành của Hạ, là phong địa của thị tộc chư hầu của Hạ hậu thị. Từ 500-600 lý là thải địa[chú thích 121] (tức phong địa của khanh đại phu), từ 600-700 lý là tiểu quốc của nam tước, từ 700-1000 lý là đại quốc của hầu bá.
- Tuy phục là khu vực có cự ly 1000-1500 lý tính từ đô thành Hạ, là khu vực ven nằm trong phạm vi thế lực của Hạ hậu. Trong ba trăm lý đầu thi hành quản lý văn hóa giáo dục, trong hai trăm lý còn lại tiến hành phát huy vũ lực để phòng vệ.
- Yêu phục là khu vực có cự ly 1500-2000 lý tính từ đô thành Hạ, là khu vực mà Hạ hậu phải thông qua phương pháp kết minh giao thiệp để gia tăng ảnh hưởng. Trong ba trăm lý đầu thì thông qua đồng minh sống chung hòa bình, hai trăm lý còn lại là nơi lưu đày dân Hạ.
- Hoang phục là khu vực có cự ly 2000-2500 lý tính từ đô thành Hạ, là cương vực của dị tộc, chỉ có liên hệ gián tiếp với Hạ hậu thị. Trong ba trăm lý đầu là các dân tộc thiểu số, hai trăm lý ngoài là nơi lưu đày[tham 121].

Miêu tả về Cửu đẳng và Ngũ phục là theo cách nhìn của người thời Chu đối với kinh tế phú nạp của triều Hạ, không nhất định là thực tế vào thời Hạ. Như thép, thép cứng không có nhiều khả năng là vật phẩm thời Hạ, tước vị chư hầu thời kỳ Hạ cũng không có cách nào khảo chứng. Tuy nhiên, trong đó phản ảnh một số quan điểm, như Hạ hậu căn cứ đường đi xa gần và tình hình sản xuất các nơi để định ra các sản vật phải nộp khác nhau, có thể đúng là thực tế vào thời Hạ.
Luận thuật về chế độ phú nạp của triều Hạ, "Mạnh Tử" viết "Hạ hậu thị năm mươi mà cống, người Ân bảy mươi mà trợ, người Chu trăm mẫu mà triệt, kỳ thực đều đánh thuế thập phân", ý là chế độ "cống" thời Hạ, "trợ" thời Ân và "triệt" thời Chu thực tế đều buộc dân hộ nộp một phần mười vật phẩm làm ra mỗi năm, và chế độ điền phú Tam Đại Hạ-Thương-Chu một mạch nối tiếp nhau, Cố Viêm Vũ dựa vào đó mà nhận định "chế độ điền phú từ thời cổ đến nay, thực tế bắt đầu từ Vũ". Chế độ thập phân của triều Chu lấy tổng thu hoạch bình quân trong vài năm của một dân hộ, sau đó thu một số trung dung không đổi làm số lượng thuế phải nộp., với sức sản xuất và sức bức xạ của chính quyền thời Hạ thì vẫn chưa đủ khả năng thi hành chế độ địa tô thực vật như vậy. Mạnh Tử viết chữ "cống", mang nghĩa thể hiện là giữa dân chúng và quý tộc không có yếu tố cưỡng chế quá lớn, mà có khả năng tồn tại tính tự nguyện ở một mức độ nhất định. Chế độ phú cống mang tính chất dân chúng tự chủ này phù hợp với thời Hạ, vốn có sức sản xuất thấp kém và chính quyền của Hạ hậu thị có cơ cấu không hoàn chỉnh, cũng gần gũi với trật tự kinh tế dân chủ của thị tộc bộ lạc nguyên thủy. Vào mạt kỳ triều Hạ, quan hệ giữa Hạ hậu thị và phương quốc bộ lạc xấu đi, Hạ hậu Kiệt thảo phạt tứ xứ, ông tăng số điền phú quy định để sung cho quân phí, tăng thêm gánh nặng cho nhân dân, kích thích tâm lý bất mãn, khiến họ phản lại Hạ hậu mà chạy sang với Thương Thang. Trong lúc chinh Hạ, Thang từng thề trước mọi người "tội Hạ như thế nào? Hạ vương làm hại đến sức của mọi người, chia cắt Hạ ấp, có dân chúng mệt mà chẳng giúp" để trách tội trạng chủ yếu của Kiệt. Ngoài việc cống thập phân, Kiệt còn bắt dân binh chinh dịch, sau đó dân chúng bất mãn nên chọn thái độ bất hợp tác. Nhìn sang chế độ "trợ" thời Ân-Thương, bình dân bách tính ngoài nghĩa vụ sản xuất nông nghiệp còn có trách nhiệm lao dịch với binh dịch là chính, kết quả là Thương tộc có thể động viên binh lực lớn hơn so với Hạ hậu.

### Chế độ hình pháp
Văn hiến cổ chép rằng vào thời kỳ Hạ đã có chế độ hình pháp khá hoàn thiện. "Thượng thư-Lã hình" có viết "Mục vương theo Thục hình thời Hạ mà chế ra Lã hình", tức là chỉ việc Chu Mục vương lấy Thục hình của triều Hạ để chế định chế độ hình pháp của Chu quốc, là tham khảo trọng yếu của "Lã hình". "Thục hình" được viết trong văn bản có nhiều khả năng là một loại với "Vũ hình" trong Tả truyện "Hạ hữu loạn chính, nhi tác Vũ hình" Nhưng Thục hình, Vũ hình có phải là hình pháp vào thời Hạ hay không, nội dung cụ thể ra sao, đến nay vẫn chưa khảo được. Trong Tả truyện có dẫn thuật từ "Hạ thư" về hình pháp thời Hạ "hôn, mặc, tặc, sát", nghĩa là người phạm vào ba loại tội hôn, mặc, tặc này thì sẽ bị phán tử hình. Thúc Hướng nước Tấn gọi loại hình pháp này là "Cao Dao chi hình". Tuy quan niệm tử hình đã sản sinh từ thời đại đồ đá mới, song lý quan của Vũ là Cao Dao có khả năng là nhân vật đầu tiên pháp luật hóa tử hình. "Hoàn thổ" của Hạ hậu Hòe, nơi Thương Thang bị Hạ kiệt giam giữ là "Hạ đài" chính là nhà giam thời Hạ, nhà giam được ghi chép sớm nhất trong sách sử Trung Quốc. Hoàn thổ là một loại nhà giam nguyên thủy, có hình tròn được đào bên dưới lòng đất, trên mặt đất dựng bờ rào vây quanh thổ lao. "Đại Vũ mô" viết "giới chi dụng hưu, đổng chi dụng uy, khuyến chi dĩ "Cửu ca", tỉ vật hoại", đánh giá rằng việc Hạ hậu lập ra hình pháp là một loại thủ đoạn trong việc tiến hành trị lý dân chúng.

## Chế độ quân sự
Do thiếu thốn sử liệu, tình hình cụ thể về chế độ quân sự triều Hạ khó mà khảo chứng được, chỉ có thể rút ra từ sử sách về chiến tranh. Trong "Cam thệ" có chép đến chiến tranh giữa Khải và Hữu Hổ thị, đề cập đến chi tiết Hạ hậu triệu lệnh Lục khanh, lục khanh là gọi chung tướng lĩnh sáu lộ quân đội, mỗi người trong đó lãnh đạo một đội quân, Hạ hậu có quân quyền tối cao, chỉ huy lục khanh, có thể thấy vào thời Hạ đã có chế độ quân quyền tập trung. "Cam thệ" có ghi rằng Hạ hậu ban hành lệnh động viên khi chuẩn bị thảo phạt Hữu Hổ thị, đây là ghi chép quân pháp sớm nhất trong lịch sử Trung Quốc, rằng "tả bất công vu tả, nhữ bất cung mệnh; hữu bất công vu hữu, nhữ bất cung mệnh; ngự phi kì mã chi chính, nhữ bất cung mệnh. Dụng mệnh, thưởng vu tổ; phất dụng mệnh, thưởng vu xã. Dữ tắc nô lục nhữ"", phản ánh quân pháp vào thời Khải tương đối nghiêm khắc.. "Tư Mã pháp-Thiên tử chi nghĩa ghi "kì, Hạ hậu thị huyền thủ, nhân chi chấp dã. Chương, Hạ hậu thị dĩ nhật nguyệt, thượng minh dã", có vẻ nói đến việc quân đội của Hạ hậu trên chiến trường có người cầm cờ sử dụng cờ đen để chỉ huy, binh tốt dựa vào dấu hiệu hình nhật nguyệt mà nhận biết.
Kết hợp các ghi chép trong văn hiến và phát hiện khảo cổ có thể biết rằng thời Hạ có hai loại binh chủng là xa binh và bộ binh, đương thời còn chưa có kị binh. Thời Hạ đã có mã chiến xa làm bằng gỗ, binh sĩ trên xe phân thành tả, hữu, ngự, ngự giả điều khiển chiến xa và chỉ huy tác chiến, còn binh sĩ tả hữu bảo vệ cho ngự giả. Nhưng dựa theo sức sản xuất thời viễn cổ mà nói, việc chế tạo xe ngựa rất hạn chế, chỉ có thể cung ứng cho Hạ hậu hoặc tướng lĩnh chỉ huy thượng cấp sử dụng, xa binh không phải là chủ lực trên chiến trường. Bộ binh là bộ phận tổ thành chủ yếu của quân đội thời Hạ. Đương thời, binh sĩ và nông dân hợp nhất, chưa có quân đội chuyên nghiệp hóa, vào thời bình họ tham gia hoạt động nông nghiệp và súc mục nghiệp như thường, trong thời kỳ chiến tranh thì họ biến thành lực lượng quân sự. Binh khí thời viễn cổ bắt nguồn từ công cụ lao động sản xuất, đa số công cụ có thể sử dụng cho cả chiến tranh và lao động. Căn cứ vào các di vật khai quật được tại di chỉ văn hóa Nhị Lý Đầu, binh khí thời Hạ chủ yếu làm từ gỗ, đá, xương, ngoài ra sau kỳ thứ ba phát hiện được một ít binh khí bằng đồng thanh. Binh khí làm bằng gỗ chủ yếu là thù, bổng (gậy), cung, song do lõi gỗ dễ mục, số dụng cụ còn lại khá ít. Binh khí làm bằng đá có rất nhiều chủng loại, đại biểu có búa đá, rìu đá, mác đá, cầu đá, đầu mũi tên làm từ đá, đầu mâu làm từ đá. Vỏ trai dùng nhiều trong chế tạo đầu mũi tên, cũng như là vật phụ trợ để tăng cường tính sát thương cho thù gỗ hay gậy gỗ. Từ kỳ thứ ba về sau xuất hiện binh khí bằng đồng thanh, song chỉ là số ít, có khả năng là để Hạ hậu, tướng lĩnh và nhân sĩ thuộc thượng tầng trong xã hội đeo. Ngoài ra, còn có binh khí lễ nghi làm bằng đồng thanh và ngọc thạch, dùng làm vật phẩm tùy táng cho quý tộc.

## Nhân khẩu
Nhân khẩu triều Hạ là vấn đề chưa thể xác định, do niên đại xa cách, chỉ có thể thông qua suy tính số học tiến hành nghiên cứu. "Hậu Hán thư-Quận quốc chí" bổ chú, dẫn từ "Đế vương thế kỷ" của Hoàng Phủ Mật (215-282) nói rằng: "đến khi Vũ bình thủy thổ, hoàn thành Cửu châu,...,dân khẩu 1.3553.923 người", song thực tế con số này là do Hoàng Phủ Mật căn cứ vào nhân khẩu thời Tần, Hán, Tây Tấn mà suy tính ngược ra. Học giả hiện đại Tống Trấn Hào căn cứ việc khi Thiếu Khang cát cứ Luân ấp "hữu chúng nhất lữ" cùng với chủ giải của Đỗ Dự "500 người là một lữ", tiến hành suy tính và nhận định 500 người chỉ là binh số có thể phái đi, cộng thêm người già, phụ nữ, trẻ nhỏ thì Luân Ấp có nhân khẩu 1500-2500 người, là số nhân khẩu một thành ấp hạng trung tiểu thời Hạ. Tuy nhiên, "chúng nhất lữ" chưa hẳn là một đơn vị số lượng chính xác, cũng có thể lý giải là mang ý một quần thể người, chỉ có thể nói rằng vào thời kỳ Thiếu Khang đã có khái niệm về số lượng nhân khẩu nhất định. Do không có văn hiến ghi chép truyền thế đến nay, ngay cả việc thời Hạ đã từng tồn tại chế độ điều tra nhân khẩu, hiện cũng không thể thảo luận. Thống kê nhân khẩu chỉ có ý nghĩa trong giới hạn phạm vi không gian cụ thể, song nay không thể phục nguyên chính xác phạm vi thế lực cụ thể của triều Hạ, do vậy cũng không thể tham khảo nghịch suy. "Thượng thư đại truyện- Ngu truyện" giảng thuật là vào thời Thuấn "tám nhà xưa là một lân, ba lân thành một bằng, ba bằng thành một lý năm lý thành một ấp, mười ấp thành một đô, mười đô thành một sư, châu gồm mười hai sư". Vương Dục Dân căn cứ theo ghi chép này, giả sử mỗi nhà có năm khẩu, tính rằng thời Ngu Hạ có 432.000 hộ, 2,16 triệu người. Cuối cùng, dựa theo di chỉ khảo cổ văn hóa Nhị Lý Đầu để suy tính, Tống Trấn Hào thống kê rằng có ba thành ấp có nhiều đến 5000 cư dân, một chỗ có 4000-5000 nhân khẩu, 4 chỗ có 3000 nhân khẩu, 9 chỗ có 1.000 hay 2.000 nhân khẩu, 9 chỗ có 500-900 nhân khẩu, 5 chỗ có dưới 300 nhân khẩu. 27 thành ấp dạng mẫu bình quân nhân khẩu 1.000-1800 người, do vậy ước tính tổng nhân khẩu trong khoảng 2,4-2,7 triệu người.

## Xã hội
Triều Hạ nằm trong khoảng thời gian manh nha quá độ từ thị tộc bộ lạc đến quân chủ quốc gia, lễ học gia cổ đại xác định triều Hạ là kết thúc của thời kỳ "Đại đồng", bắt đầu thời kỳ "Tiểu khang". Toàn thiên "Lễ ký-Lễ vận" mô tả toàn diện về xã hội "Tiểu khang" bắt đầu từ thời Vũ, thời kỳ Đại đồng "Thiên hạ là của chung, tuyển dụng người hiền năng", song về thời kỳ "Tiểu khang" thì viết rằng "nay đại đạo đã ẩn, Thiên hạ là của triều đình", giảng thuật là thời Vũ Khải "công thiên hạ" biến thành "gia thiên hạ", không truyền cho người tài đức mà truyền cho con. Biến đổi này là bước ngoặt trong quá trình phát triển chính trị xã hội Trung Quốc, nguyên nhân chính là hình thức sản xuất vật chất phát triển nhanh chóng trong xã hội vãn kỳ thời đại đồ đá mới. Trong khi sản lượng vật phẩm dư thừa nhiều lên, thì quyền lợi của quý tộc thị tộc cũng tăng cao, theo sau đó là mâu thuẫn nội bộ thị tộc trở nên mãnh liệt và một thiểu số quý tộc thượng tầng lũng đoạn đối với của cải vật chất. Dưới tình hình này, chế độ thiện nhượng dân chủ trong thị tộc bộ lạc không thể thích ứng với hình thế xã hội mới và bị chế độ quân chủ thế tập thay thế. Chế độ thế tập sản sinh cạnh tranh tranh đoạt quyền lực trong nội bộ thị tộc, bào tộc, cuối cùng xuất hiện vấn đề quân sự. Tình hình này ngay từ thời kỳ Thuấn Vũ đã cấu thành vấn đề, vì vậy Vũ mới có thể phá lệ thiện vị cho con. Hoặc nói là Vũ trước tiên muốn nhượng cho Cao Dao tuổi đã cao, rồi lại nhượng cho Ích song người này không được lòng người, đối với việc này người thời Chiến Quốc nói rằng Vũ bề ngoài là truyền Thiên hạ cho Ích, song kỳ thực lệnh cho Khải tự đoạt lấy.
"Lễ ký-Đàn cung hạ" nói rằng "tích giả Hữu Ngu thị quý đức nhi thượng xỉ Hạ hậu thị quý tước nhi thượng xỉ, Ân nhân quý phú nhi thượng xỉ; lại nói rằng "Hạ hậu thị vị thi kính vu dân nhi dân kính chi". Trước thời Hạ, thời kỳ Thuấn thực hành chế độ thiện vị, quân chủ dựa theo phẩm hạnh mà thoái nhượng, coi trọng đức tính của người kế tục. Đến thời kỳ nhà Thương, sức sản xuất được nâng cao đáng kể, các hộ gia đình có sản phẩm dư thừa, nhân dân bắt đầu xem trọng việc tích lũy của cải. Thời Hạ thuộc giai đoạn quá độ giữa xã hội thị tộc nguyên thủy và xã hội phong kiến thế tập, hình thành quan niệm đẳng cấp, giá trị của con người dần được định vị dựa theo đẳng cấp của họ trong xã hội, sự khác biệt đẳng cấp này được truyền cho nhau theo phương thức thế tập cha chết con nối, anh chết em kế tục. Một cá nhân trong xã hội được đãi ngộ theo lễ tiết, căn cứ theo đẳng cấp xã hội của họ chứ không phải theo đức tính phẩm cách của họ. Triều Hạ nằm ở giai đoạn quá độ giữa hậu kỳ của thời đại đồ đá mới và thời đại đồng thanh, về sinh hoạt xã hội thì kỹ thuật sản xuất được nâng cao, thực hiện trung ương tập quyền đồng thời có sự biến hóa về chất.

## Kinh tế

### Nông nghiệp
Vào thời Hạ, văn minh nông nghiệp có sự phát triển khá lớn. "Luận ngữ-Thái bá" ghi rằng "Vũ tận lực vào ngòi lạch", biến thủy tai thành thủy lợi, phục vụ trồng cấy. Kỳ thực việc ứng dụng kỹ thuật thủy lợi là do nhân dân lưu vực Hoàng Hà trong quá trình lao động thực tiễn dần tích lũy được, không phải chỉ do Đại Vũ tiến hành Theo truyền thuyết, đại thần của Vũ là Nghi Địch bắt đầu cất rượu, Hạ hậu Thiếu Khang cũng phát minh ra phương pháp cất rượu nếp. Vào hậu kỳ thời đại đồ đá mới, văn hóa Long Sơn thuộc văn hóa Trung Nguyên đã có tập quán cất rượu, đến thời Hạ khi mà sức sản xuất cao hơn thì cất rượu ngon, uống rượu ngon trở thành một cách để tượng trưng cho quyền lực và tài lực. Trong văn hiến cổ có ghi chép đến các truyền thuyết "Đỗ Khang làm rượu", "Nghi Địch làm rượu", "Thái Khang làm rượu nếp", "Thiếu Khang làm rượu nếp", chúng là những bằng chứng về tầm quan trọng của rượu trong thời kỳ này. Thời kỳ Hạ-Thương-Tây Chu, rượu đều cất từ lương thực và có số độ không cao, cũng không nồng mạnh. Trong "Lễ ký-Ngọc tảo" có chép rằng cổ nhân uống ba chén (túc) rượu xong thì đầu óc vẫn tỉnh táo. Để đáp ứng yêu cầu sản xuất nông nghiệp, người ta khám phá ra quy luật các mùa của nông sự, loại nông lịch vẫn được lưu hành đến nay từng được gọi là Hạ lịch- có khả năng được biên thành vào thời Hạ. Súc mục nghiệp có sự phát triển nhất định, còn có một số thị tộc bộ lạc chuyên môn chăn nuôi, như Hữu Hỗ thị sau khi thua Hạ hậu trong trận chiến tại Cam bị biến làm mục nô làm việc chăn nuôi. Thức ăn chủ yếu của thứ dân Tam đại là cháo, cơm nấu từ các loại hạt. Đem các loại kê, gạo nấu thành cháo loãng, cháo đặc dùng để ăn, xã hội thượng tầng thì ăn nhiều cơm, có khi còn ăn rau xanh. Chỉ khi cử hành hoạt động tế tự quy mô lớn thì mới giết thịt gia súc để tế, thịt cúng đặt ở trong chiếc đỉnh trữ dưới lòng đất. Tại nhiều điểm di chỉ văn hóa Nhị Lý Đầu phát hiện được các mẫu vật vỏ kê, vỏ thóc.

### Thủ công nghiệp
"Khảo công ký" có viết rằng "Hạ hậu thị thượng tượng", thể hiện rằng Hạ hậu xem trọng sản xuất thủ công nghiệp. Triều Hạ thành công trong việc đưa văn minh Trung Nguyên từ thời đại đồ đá quá độ sang thời đại đồ đồng. Các đồ vật thời đại đồ đá mới như đồ đá tinh xảo, đồ xương sừng, đồ vỏ trai dần bị đồ gốm, đồ sơn mài, đồ ngọc thạch, đồ ngọc lam, đồ đồng, đồ đồng thanh thay thế. Tương truyền, vào thời kỳ Nghiêu Thuấn đã sử dụng đồ sơn, sang thời kỳ Hạ Vũ được sử dụng làm đồ tế, "mặc nhiễm kỳ ngoại, nhi chu họa kỳ nội". Thời kỳ viễn cổ, nhân dân sử dụng rộng rãi đồ gỗ và sơn, song đồ làm bằng gỗ dễ dàng bị mục, không dễ bảo tồn, hiện nay khai quật được khá ít. Tại di chỉ Nhị Lý Đầu khai quật được một cái bàn nhỏ được sơn, lớp gỗ đều đã mục nát, song vẫn có thể phân tích ra hình dạng. Từ việc nghiên cứu hình dạng, phát hiện ra có nhiều loại như ống sơn, trống sơn, bát sơn, hộp sơn đáy bằng, hay quan tài sơn. Chế tạo đồ ngọc thạch thời Hạ đã có trình độ tương đối, "Tả truyện" viết rằng vào thời Chu sơ phân phong Lỗ quốc công Bá Cầm, ban cho bảo ngọc truyền thế, "Hạ hậu thị chi hoàng" Tại di chỉ Nhị Lý Đầu khai quật được nhiều loại đồ ngọc như qua ngọc, đao ngọc, khuê ngọc, tông ngọc, bản ngọc, việt ngọc. Các loại đồ ngọc này dùng làm vật phẩm trang trí trong lễ nghi, không phải là công cụ dùng trong thực tiễn. Trong số văn vật khai quật thuộc kỳ thứ ba của văn hóa Nhị Lý Đầu có binh khí làm bằng đồng thanh sớm nhất của Trung Quốc, ứng với ghi chép "Vũ huyệt chi thời, dĩ đồng vi binh". Có nhiều chủng loại đồ đồng như qua, đao, đục, chùy, móc câu. Ngoài ra, còn phát hiện vết tích của việc chế tạo đồ đồng như than gỗ, vụn đồng đỏ, mảnh khuôn đúc, mảnh nồi nấu.
Vào thời kỳ đồ đá mới, nghề xe sợi dệt vải có tiến bộ, xuất hiện khung cửi nguyên thủy, nguyên liệu xe sợi dệt vải trong xã hội hạ tầng phần nhiều là từ sắn dây, đay, còn trong xã hội thường tầng thì dùng nhiều lông, da, đương thời đã có tập quán nhuộm y phục. Mặc dù đến nay vẫn chưa phát hiện ra chứng cứ khảo cổ chứng tỏ văn hóa Nhị Lý Đầu sử dụng lụa, song đã có phát hiện khảo cổ liên quan trong văn hóa Long Sơn, văn hóa Đại Vấn Khẩu, văn hóa Lương Chử có niên đại sớm hơn, kết hợp với ghi chép trong "Hạ tiểu chính" là "tam nguyệt,... nhiếp tang. Tang nhiếp nhi ký chi, cấp tang dã....thiếp, tử thủy tàm, thì việc người Hạ từng sử dụng sản phẩm tơ lụa cũng có tình có lý.

### Thương nghiệp
"Diêm thiết luận" có viết rằng "Hạ hậu dùng sò đen", cho thấy người thời Hán nhận định triều Hạ dùng tiền vỏ sò. Nhiều nền văn hóa viễn cổ trên thế giới dùng vỏ sò vỏ trai trong thiên nhiên làm tiền tệ, tiền đề của việc này là phải đủ về số lượng, đồng thời có thể cung ứng vỏ sò biển trong một thời gian dài. Tuy nhiên, Hạ hậu thị là văn minh sông nước, phạm vi thế lực chỉ giới hạn trong trung hạ du Hoàng Hà, đến trung vãn kỳ mới khoách trương đến bờ Hoàng Hải, trước đó Hạ hậu thị từng đối địch một thời gian dài với tộc Di ở phía đông, không có nhiều khả năng dự trữ được nhiều vỏ sò vỏ trai. Thương nghiệp giao dịch vào thời Hạ có khả năng thông qua hạt lương thực và gia súc còn sống để hoàn thành. Tại di chỉ Nhị Lý Đầu phát hiện vỏ sò thiên nhiên và nhân tạo, chúng có khả năng đảm đương nhiệm vụ tiền tệ.

## Giao thông và kiến thiết
Trong quá trình trị thủy, Đại Vũ mở núi thông sông, có tác dụng lớn đối với sự phát triển giao thông đường thủy và đường bộ thời cổ đại. "Sử ký-Hạ bản kỷ" có viết thời Vũ trị thủy "đi đường bộ ngồi xe, đi đường thủy ngồi thuyền, đi qua bùn dùng khiêu (橇), qua núi dùng cúc (檋),... để mở mang cửu châu, thông cửu đạo, vượt cửu trạch, qua cửu sơn,... khi đem đồ cống tương ứng từ địa phương, đến chỗ sông núi thì có tiện lợi" thể hiện khi Đại Vũ trị thủy thì việc thông hành hết sức bất tiện, Đại Vũ lợi dụng các công cụ giao thông như xe, thuyền, khiêu để vượt sông suối bùn cát. Ông suất lĩnh quần chúng xây đắp đường bộ liên thông cửu châu, hỗ trợ việc thực thi chế độ cống nạp, cũng tạo điều kiện cho giao lưu kinh tế giữa các nơi. Khu vực giao thông của Hạ hậu chiều đông tây ít là 500-600 lý, chiều nam-bắc ít là 300-400 lý. "Quốc ngữ-Chu ngữ" có chép "Hạ ra lệnh nói rằng tháng 9 mở đường, tháng 10 xong cầu", tháng 9 nông lịch là sau mùa mưa, sửa sang đường bộ, tháng 10 nông lịch là sang mùa đông khô hạn thì xây cầu.
Di chỉ Nhị Lý Đầu tại Yển Sư có quy mô lớn chưa từng thấy trong lưu vực Hoàng Hà thời viễn cổ, trong văn hóa khảo cổ cùng thời kỳ cũng không có. Tại trung tâm địa lý của khu vực văn hóa Nhị Lý Đầu có thể là một tòa đô ấp hoặc thành thị lớn thời Hạ. Đã xác nhận có hai tòa cung điện số 1 và 2, riêng tại tường phía bắc của cung điện số 2 còn có nền móng số 6 có kích thước đồng đẳng thuộc kỳ thứ 4. Hai quần thể kiến trúc này thể hiện bố cục trục tuyến giữa. Cung điện số 1 có hình hơi vuông, khuyết một góc đông bắc, chiều đông tây tổng cộng rộng 96,2 mét, chiều nam bắc tổng cộng dài 107 mét, tổng diện tích mặt đất là 9585 m². Điện đường chính nằm ở phía bắc trông về phía nam, mặt rộng 8 gian, vào sâu 3 gian. Bốn phía có tường vách bao quanh, trong có lang vũ hành đạo, tường đông có một phòng bên. Trên trục tuyến giữa hướng về chính nam có cửa lớn mở rộng, phân thành ba môn đạo, mỗi phía bắc và đông có một cửa bên. Cung điện số 2 đông tây rộng 58 m, bắc nam dài 72,8 m, có tường bao quanh bốn mặt và hồi lang ba mặt đông, nam, tây. Cung điện số 1 và 2 đều có đường ống thoát nước làm từ gốm, song hệ thống ở cung điện số 2 được bảo tồn tương đối hoàn chỉnh, đường ống cấu thành từ nhiều phần ống gốm liên tiếp. Mỗi phần có đường kính từ 16,5–22 cm, dài 52–58 cm, dày khoảng 2 cm, đặt trong một rãnh được đào trước sâu 1 mét dưới đất nhằm đề phòng thấm nước. Bản đá dày 5–7 cm được gác phía trên ống gốm, rãnh, nhằm đề phòng người đi tạo sức ép làm vỡ ống gốm. óng gốm có xu thế tây cao đông thấp, thông qua chênh lệch độ cao để đưa nước mưa từ trong cung điện đình viện ra bên ngoài. Ngoài khu cung điện có đường đất dọc ngang đan xen, xưởng thủ công, tường thành đất nện.

## Văn hóa

### Nghệ thuật
Thời Hạ, xã hội bắt đầu hình thành giai cấp trên dưới, sản phẩm nghệ thuật cũng theo đó mà phân hóa. Đồ vật mà nhân dân hạ tầng sử dụng có tạo hình thực dụng, hoa văn trang trí giản đơn, phát triển theo phương hướng thẩm mỹ chất phác. Lễ khí của quý tộc vương thân thượng tầng có hoa văn trang trí phức tạp, diễn biến phương hướng tạo hình biến hóa đa dạng. Khí cụ dùng để đựng đồ vật của hạ tầng có hoa văn phần nhiều là các dạng hình học, hoặc có hoa văn gia súc, hoa văn cá và một số đề tài khác có liên quan đến sản xuất nông nghiệp. Lễ khí thượng tầng có hoa văn trang trí thường thấy là hình mây sấm phức tạp, hình mắt, hình con rắn, hình mặt thú, đề tài phần nhiều có quan hệ với quỷ thần. Chế tạo đồ gồm tại văn hóa vãn kỳ Long Sơn và văn hóa tảo kỳ Nhị Lý Đầu có giá trị nghệ thuật tương đối cao. Đồ gốm kỳ thứ hai, thứ ba khai quật từ Nhị Lý Đầu có bề mặt phần nhiều được trang trí bằng các loại hoa văn trang sức như vân màu lam, vân dây, vân hình vuông, đôi khi thấy chạm khắc các loại vân hình móng tay, nét vạch, lông chim, vòng tròn. Thời Tam đại chỉ có nghệ thuật trang sức cho các đồ vật thực dụng, thiếu tác phẩm nghệ thuật vì nghệ thuật.

### Âm nhạc

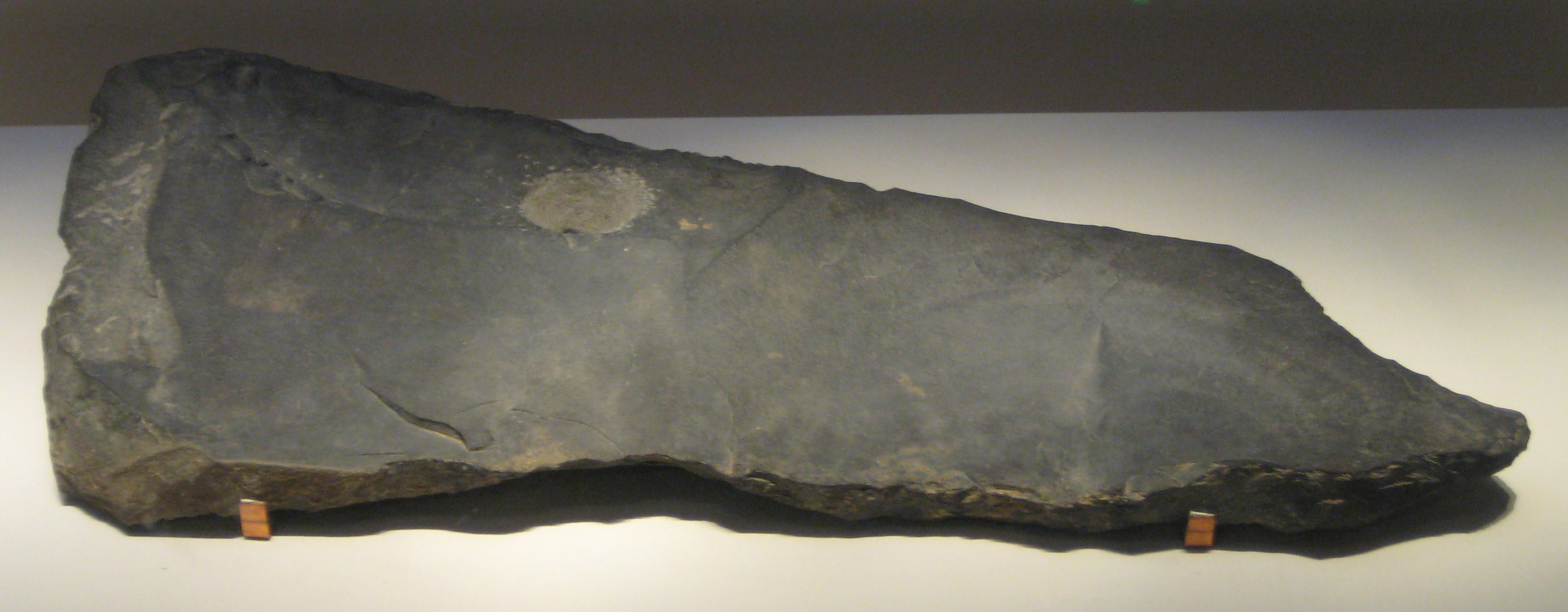
Khánh làm bằng đá khai quật tại huyện Hạ, tỉnh Sơn Đông.

Trung Quốc vào 9000 năm trước, tức sơ kỳ thời đại đồ đá mới, đã có xuất hiện nhạc khí. Về khởi thủy của âm nhạc tại Trung Quốc, các văn hiến ghi chép khác nhau. "Lã thị Xuân Thu-Cổ nhạc thiên" và "Thượng thư-Ích tắc" ghi rằng vào thời kỳ Đế Khốc, Đế Thuấn đã có nhiều loại nhạc khí, trong đó danh xưng một số loại nhạc khí nói chưa rõ. "Sơn Hải kinh-Đại hoang tây ký" ghi rằng "khai thượng tam tần vu thiên, đắc 'cửu biện' dữ 'cửu ca' dĩ hạ. Thử thiên mục chi dã, cao nhị thiên nhận, khai yên đắc thủy ca 'cửu thiều'", nói lại rằng Hạ hậu Khải cưỡi rồng làm khách Thiên cung, trộm lấy 'cửu ca', 'cửu thiều' 'cửu biện' của Thiên Đế để tự mình hưởng dụng, do vậy mà nhân gian có ca nhạc. "Lã thị Xuân Thu-Âm sơ" ghi rằng khi Đại Vũ tuần thị đông nam thì gặp gỡ nữ nhi của Đồ Sơn thị, Đồ Sơn thị sáng tác một bài ca "Hậu nhân hề y", đấy là tình ca sớm nhất được ghi chép trong văn hiến, có thuyết cho là khởi điểm của Nam âm thời Hán. "Chu Lễ-Đại ty nhạc" ghi rằng người thời Hạ vì ca tụng công lạo trị thủy của Đại Vũ nên biểu diễn "Đại Hạ", dùng làm nhạc vũ tế tự núi sông, đến thời Chiến Quốc còn được Lỗ quốc dùng làm vũ nhạc diễn xuất cung đình. "Lễ ký-Tế thống" ghi rằng "bát dật dĩ vũ Hạ", tám người thành một dật, tám dật là 64 người tổ thành đội hình biểu diễn có chiều dọc ngang đều nhau, dựa theo lễ pháp thời Chu thì chỉ có thiên tử triều Chu mới có thể dùng đội hình lớn như vậy, có thể thấy "Đại Hạ" có đẳng cấp cao. Nhạc khí thời kỳ Hạ được chế tác từ xương, gỗ, đá, da, gốm; chủng loại bao gồm dụng cụ diêu hưởng, hưởng cầu, địch, tiêu, cổ, khánh, chung, linh, huân, sừng hiệu lệnh. So với các nền văn hóa khảo cổ xung quanh, nhạc khí khai quật thuộc văn hóa Nhị Lý Đầu rất thiếu thốn. Năm 1960, tại tầng kỳ thứ ba của di chỉ Nhị Lý Đầu tại Yển Sư đã khai quật được một huân gốm màu tro, tâm rỗng, hình quả trám, phần đầu có một miệng thổi nhỏ, một bên phần thân giữa có lỗ âm có đường kính 0,4 cm, qua thử nghiệm thì nó có thể phát ra hai âm: la thăng thứ, đô thứ. Cũng phát hiện được thạch khánh làm bằng đá, dài 55,5 cm, cao 28,5 cm, dày 4,8 cm, tạo hình đã tiếp cận khánh lễ làm bằng đồng thanh thời kỳ Thương-Chu.

### Văn học
Nhân dân thời Hạ chủ yếu sử dụng hình thức văn học truyền miệng trong sáng tác văn học. Đề tài ca dạo và sinh hoạt lao động có liên hệ mật thiết, và thần thoại được sử dụng để giải thích một số sự vật khó hiểu trong thế giới tự nhiên. Tuy nhiên, những văn học truyền khẩu này không được truyền bá đến nay, nên trước khi có thể phát hiện tài liệu văn tự đồng thời kỳ với triều Hạ, thì không thể có nhiều nghiên cứu chuyên sâu về văn học thời Hạ. Có thể gọi nó là thời gian nghệ thuật xưa của văn học nghệ thuật Trung Quốc. Người thời Chu súng kính văn hóa triều Hạ, trong tất cả các phương diện đều phỏng theo người thời Hạ mà tạo nên. Trên phương diện ngôn ngữ, người thời Chu nhận định ngôn ngữ thông dụng của triều Hạ là "Hạ ngôn"  Thời Thượng cổ, "Hạ" 夏, "Nhã" 雅 tương thông, "Hạ ngôn" cũng gọi là "nhã ngôn", là ngôn ngữ được sử dụng trong giao lưu giữa nhân sĩ thuộc thượng tầng xã hội triều Chu, "Thi Kinh" thời Chu chính là sử dụng nhã ngôn để sáng tác

### Kỹ thuật
Nghề đúc đồng là thủ công nghiệp mới nổi trọng yếu của triều Hạ. Trong các văn vật thời kỳ thứ nhất và thời kỳ thứ nhì của di chỉ Nhị Lý Đầu, xuất hiện đồ lễ làm bằng ngọc, thể hiện nó có một trình độ văn hóa tương đối. Ngoài ra, nghề làm đồ gốm thời Hạ có khả năng đã trở thành một ngành công nghiệp độc lập rất trọng yếu. Đối với đồ đồng thanh, Trung Quốc đã phát hiện ra dao đồng của văn hóa Nhị Lý Đầu. Nếu như văn hóa Nhị Lý Đầu được xác nhận là văn hóa thời kỳ Hạ, thì đây là đồ đồng thanh của thời kỳ triều Hạ. Công cụ mà người thời Hạ sử dụng được nhận định chủ yếu là đồ đá. "Chu thư" chép rằng vào thời Hạ Kiệt, Côn Ngô thị đem phôi bùn nung thành ngói, cho thấy kiến trúc cuối thời Hạ đã bắt đầu sử dụng ngói.。
Trong văn hiến thời Tiên Tần có ghi chép về việc quan triều hạ là Hề Trọng tạo ra xe, viễn tổ nước Tiết là Hề Trọng được Hạ Hậu bổ nhiệm làm 'xa chính', quản lý sự vụ chế tạo xe. "Sử ký-Hạ bản kỉ" cũng ghi chép rằng trong thời Hạ Vũ trị thủy "đi đường bộ ngồi xe, đi đường thủy ngồi thuyền", cho thấy xe đã xuất hiện ngày từ thời Đại Vũ. "Tả truyện" chép rằng "minh thí dĩ công, xa phục dĩ dung", rằng Hạ hậu đem xe làm vật thưởng công cho hạ quan. Ngoài ra, "Thế bản" có chép rằng "Hợi tác phục ngưu，Tướng Thổ tác thừa mã", và có bốc từ Ân khư làm chứng, chứng minh bộ tộc Thương đồng thời kỳ đã có xe ngựa.
Bè và thuyền độc mộc xuất hiện sớm nhất là vào trung kỳ văn hóa Long Sơn thuộc thời đại đồ đá mới, người Hạ trong một thời gian dài đã cư trú nương nhờ Hoàng Hà, Y Thủy, Lạc Thủy, thuyền bè do vậy trở thành công cụ vượt sông phổ biến. Thời Hạ vào trung hậu kỳ bước vào thời đại đồng thanh, sự xuất hiện của công cụ thuộc kim tạo điều kiện để chế tạo thuyền độc mộc, có thể nói thuyền mộc bản xuất hiện sớm nhất tại Trung Quốc là vào thời Hạ. Tộc Đông Di cư trú ven bờ Hoàng Hải, sở hữu kỹ thuật hàng hải khá cao, đây là lĩnh vực mà Hạ hậu thị với văn minh dòng sông không thể theo kịp. "Luận ngữ-Hiến vấn" chép rằng "Nghệ thiện xạ, Ngạođãng chu", Ngạo tức là con của Hàn Trác tên Kiêu, rằng ông là một nhân vật giỏi điều khiển thuyền, và lại có chữ "đãng" nên có thể nói đây là một kiểu đi thuyền có mục đích, dùng nhân lực điều khiển khống chế, không phải để trôi dạt như trước. "Vũ cống" nói "triêu tịch nghênh chi, tắc toại hành nhi thượng", rằng người Hạ biết lợi dụng quy luật thủy triều sáng tối để đi thuyền.

### Thiên văn lịch pháp
Người thời Hạ có khả năng đã sở hữu nhiều tri thức về thiên văn, lịch pháp. "Tả truyện-Chiêu công thập thất niên" dẫn từ "Thượng thư-Hạ thư" chép rằng "thần bất tập vu phòng", chỉ việc Mặt Trời không xuất hiện hoàn chỉnh ở phía trên không của ngôi nhà, đây là ghi chép về nhật thực sớm nhất của Trung Quốc được biết đến "Trúc thư kỉ niên" ghi rằng vào năm Hạ Kiệt thứ 15 "Dạ trung tinh vẫn như vũ" (trong đêm sao rơi như mưa), là ghi chép sớm nhất về mưa sao băng. "Thái bình ngự lãm" dẫn "Hiếu kinh câu mệnh quyết" viết "(Vũ thời, ngũ) sao chồng chất như quán châu, rõ như liên bích。", chép về việc vào sơ kỳ thời Hạ từng xảy ra hiện tượng thiên văn hiếm thấy "ngũ tinh tụ" của Kim, Mộc, Thủy, Hỏa, Thổ. Thời ba vị quân chủ vãn kỳ triều Hạ là Dận Giáp (Cận), Khổng Giáp, Lý Quý (Kiệt), đều lấy thiên can làm tên, cách làm này gần như phương thức mệnh danh của quân chủ triều Thương, nếu quả thực là xưng vị thời Hạ chứ không phải biệt danh người thời Ân-Chu thêm vào, thì có thể nói phép ghi ngày Can Chi đã xuất hiện vào vãn kỳ triều Hạ. Căn cứ "Trúc thư kỉ niên", lúc thay thế Hạ-Thương, có viết về các hiện tượng kỳ dị "hoàng sắc đích thanh oa, hôn ám đích điều dưỡng, tam cá thái dương, thất nguyệt kết sương hòa ngũ cốc điêu linh" (sương mù màu vàng, một mặt trời mờ, sau đó ba mặt trời, sương giá trong tháng bảy, ngũ cốc tàn rụng), có học giả nhận định đó là ghi chép về phun trào núi lửa Minoa tại khu vực nay thuộc Hy Lạp。
　 
Trong "Luận ngữ", Khổng Tử chủ trương "hành Hạ chi thời", đến nay nông lịch truyền thống Trung Quốc còn có biệt danh là "Hạ lịch", dựa theo những dấu tích này có thể nói rằng vào thời Hạ do nhu cầu sản xuất nông nghiệp, kết hợp tri thức thiên văn tích lũy được mà biên thành lịch pháp giản đơn. "Hạ lịch" đều có ghi chép trong các văn hiến thời Tiên Tần như "Thi Kinh", "Tả truyện", "Trúc thư kỉ niên", ít nhất là thông dụng trong nội bộ nước Đường (tức nước Tấn) thời Chu sơ. "Hạ tiểu chính" nguyên là một thiên của "Đại đái lễ ký", kinh văn này có một bộ phận câu văn giản ước thâm sâu, không như văn phong Đông Chu, chậm nhất là hoàn thành vào tảo kỳ Xuân Thu, là lịch thư sớm nhất của Trung Quốc, có ghi chép giản đơn về vật hậu, khí hậu, tinh tượng các tháng. "Hạ tiểu chính" căn cứ theo sự đầy khuyết của Mặt Trăng mà phân một năm thành 12 tháng, song không có dấu hiệu 5 năm đặt hai tháng nhuận, cũng không phân biệt bốn mùa. Trong ghi chép tháng 5 có "thời hữu dưỡng nhật", trong ghi chép tháng 10 có "thời hữu dưỡng dạ", "Tả truyện" chú giải "dưỡng giả trường dã", nói rằng tháng 5 của "Hạ tiểu chính" có ngày dài nhất (tức Hạ chí", tháng 10 có đêm tối dài nhất (tức Đông chí), tuy nhiên Đông chí tại bình nguyên Hoa Bắc ứng vào tháng 11 thay vì tháng 10, cho thấy rằng loại lịch pháp này không chuẩn xác, niên đại chế thành tương đối nguyên thủy.

### Tôn giáo

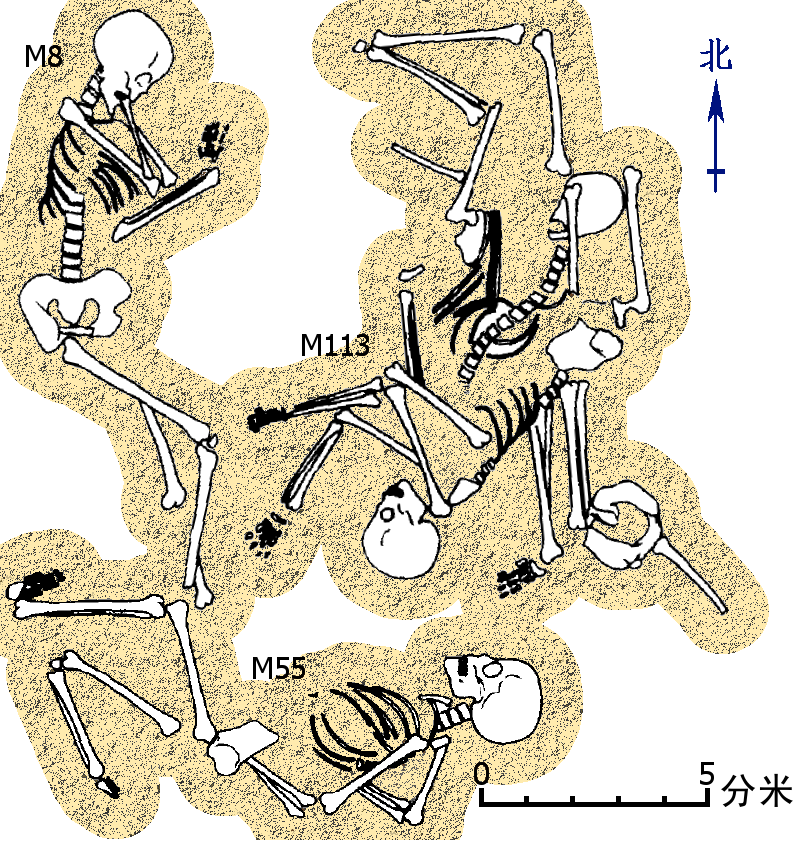
Mộ không huyệt thời kỳ thứ 3 tại di chỉ Nhị Lý Đầu, bộ xương có dấu hiệu vùng vẫy khi bị trói, biểu thị khả năng là tế người.

Sức sản xuất thời kỳ viễn cổ thấp kém, ngay cả trong điều kiện thời tiết thuận lợi cũng không thể hoàn toàn tránh được nguy hiểm thiếu lương thực. Nhân dân nhận thấy bất lực trước tình hình, tìm cách thông qua lực lượng tự nhiên siêu việt để đạt đến nguyện vọng chi phối tự nhiên nhằm đảm bảo được mùa. Do đó hi sinh người và động vật để làm hài lòng thiên thần, thử lợi dụng hoạt động tế tự nhằm thoát khỏi áp lực của thế giới tự nhiên đối với sinh tồn của nhân loại. Tế người tại lưu vực Hoàng Hà sớm nhất được biết đến là trong văn hóa Tề Gia tại thượng du, đương thời thường là vợ tuẫn táng theo chồng, sau phát triển thành nô bộc tuẫn táng, cho rằng linh hồn của thê thiếp và nô bộc có thể phục vụ chủ nhân trong thế giới sau khi chết. Văn hóa Nhị Lý Đầu cũng có dấu tích của việc tế người, song quy mô rất nhỏ so với số lượng tế tự hàng trăm người thời Thương. Mộ táng tại di chỉ Nhị Lý Đầu thuộc Yển Sư phân thành hai loại là mộ có huyệt và mộ không có huyệt. Mộ đất một người có huyệt chiếm đa số, người được chôn nằm ngửa và thẳng, hiện tượng bồi táng khá ít. Ngoài ra, còn có một thiểu số là mộ không huyệt, không có đồ tùy táng, đôi khi có mảnh vỡ đồ gốm, thậm chí có khi đồng táng với thú vật, có thể thấy người được chôn có địa vị xã hội thấp kém, khi còn sống có khả năng là tội nhân, tù binh chiến tranh, hoặc nô bộc. Nhiều người được chôn trong mộ không huyệt thể hiện dấu hiệu tử vong không bình thường. Thân thể người được chôn có tư thế cực kỳ không tự nhiên, có các dấu hiệu bị trói trước khi chết như hai tay bắt chéo giơ quá đỉnh đầu, đặt trước ngực, hoặc cong về sau lưng, thậm chí còn có một số sọ bị vỡ, thân và đầu tách rời. Có khả năng là chứng cứ về nhân tế, nhân tuẫn thời kỳ Hạ. Trừ tế người, tế ruộng, thời Hạ còn có hoạt động tế nhà, xung quanh cung điện số 1 kỳ thứ ba của di chỉ Nhị Lý Đầu có một số hố tế tự, phát diện xương các loài thú như chó, lợn Còn có năm ngôi mộ táng tại khu sân và hành lang, người được chôn đều tử vong không bình thường, không có vật phẩm tùy táng, huyệt mộ chật hẹp, phá vỡ nền móng cung điện, không xác định được là tế tự dựng móng hay tế tự hoàn thành。
Nhân dân viễn cổ khi nướng thịt thú thì phát hiện hiện tượng xương bị vỡ, tạo thành những vết nứt vỡ với hình dạng khác nhau, có phần khó hiểu, khiến người xưa chú ý. Sau này, khi đạt được kết quả viên mãn trong các hoạt động như săn thú, chiến tranh, mọi người bắt đầu liên hệ hai thứ với nhau, xem đó là điềm trước của thần linh với sự vật, tích lũy thành tri thức gọi là chiêm bốc. Do trình tự phức tạp, tri thức nhiều và sâu, nên trong bộ lạc có vu sư chuyên việc xem bói, độc quyền giải thích bốc cốt. Lưu vực Hoàng Hà trong thời kỳ văn hóa Long Sơn bắt đầu hưng thịnh chiêm bốc. "Tả truyện" chép rằng triều Hạ có quan lại chiêm bốc. Toàn kỳ thứ 4 văn hóa Nhị Lý Đầu đều khai quật được bốc cốt bả vai bò, dê, lợn. Những bốc cốt này chỉ bị đốt cháy ở mặt sau, không đâm không đục, chưa khắc chữ, tương đối nguyên thủy hơn so với bốc từ Ân Khư。

## Danh sách quân chủ
| Cổn 鲧 | Cổn 鮌, Bạch Mã 白馬 (Tung bá Cổn)                                                                                   | Không rõ                   | 9 năm  | Đại Hạ 大夏      |
| Cổn 鲧 | Cổn 鮌, Bạch Mã 白馬 (Tung bá Cổn)                                                                                   | Không rõ                   | 9 năm  | Tung 崇          |
| Vũ 禹 | Đại Vũ 大禹, Nhung Vũ 戎禹, Cao Mật 高密, Văn Mệnh 文命 (Hạ Vũ 夏禹, Đế Vũ 帝禹, Tung bá Vũ 崇伯禹, Hạ bá Vũ 夏伯禹) | 2029 TCNNhâm Thân—1993 TCN | 37 năm | Cao Mật 高密     |
| Hạ hậu thị (1989 TCN─1916 TCN) | |                            |        |                  |
| Vũ 禹 | Đại Vũ 大禹, Nhung Vũ 戎禹, Cao Mật 高密, Văn Mệnh 文命 (Hạ Vũ 夏禹, Đế Vũ 帝禹, Hạ hậu Vũ 夏后禹)                   | 1989 TCNNhâm Tý—1982 TCN   | 8 năm  | Dương Thành 阳城 |
| Vũ 禹 | Đại Vũ 大禹, Nhung Vũ 戎禹, Cao Mật 高密, Văn Mệnh 文命 (Hạ Vũ 夏禹, Đế Vũ 帝禹, Hạ hậu Vũ 夏后禹)                   | 1989 TCNNhâm Tý—1982 TCN   | 8 năm  | Dương Trạch 阳翟 |
| Khải 启 | Khai 開 (Hạ Khải 夏启, Hạ hậu Khải 夏后启, Hạ hậu Khai 夏后开)                                                       | 1978 TCNQuý Hợi—1963 TCN   | 16 năm |                  |
| Khang 康 | Thái Khang 太康 | 1958 TCNQuý Mùi—1955 TCN   | 4 năm  |                  |
| Khang 康 | Thái Khang 太康 | 1958 TCNQuý Mùi—1955 TCN   | 4 năm  | Châm Tầm 斟鄩    |
| Khang 康 | Trung Khang 中康, Trọng Khang 仲康, Trọng Lô 仲盧                                                                    | 1952 TCNKỉ Sửu—1946 TCN    | 7 năm  |                  |
| Tướng 相 | Tương An 相安 | 1943 TCNMậu Tuất—1916 TCN  | 28 năm | Đế Khâu 帝丘     |
| Thời kỳ "vô vương" (1915 TCN─1876 TCN) | |                            |        |                  |
| Nghệ 羿 | Hậu Nghệ 后羿 | không xưng hậu             | 8 năm  | Tư 鉏            |
| Nghệ 羿 | Hậu Nghệ 后羿 | không xưng hậu             | 8 năm  | Cùng Thạch 穷石  |
| Hàn Trác 寒浞 | Trác 浞, Hàn Trác 韩浞                                                                                               | 1915 TCNBính Dần─1876 TCN  | 40 năm |                  |
| Hạ hậu thị (1875 TCN─1559 TCN) | |                            |        |                  |
| Khang 康 | Thiếu Khang 少康 | 1875 TCNBính Ngọ—1855 TCN  | 21 năm | Luân 綸          |
| Khang 康 | Thiếu Khang 少康 | 1875 TCNBính Ngọ—1855 TCN  | 21 năm | Đế Khâu 帝丘     |
| Trữ 杼 | Dữ 予, Trữ 宁, Trữ 佇, Vũ 宇, Tướng Mạn 相曼, Dư 輿, Quý Trữ 季杼                                                    | 1852 TCNKỉ Tị—1836 TCN     | 17 năm | Nguyên 原        |
| Trữ 杼 | Dữ 予, Trữ 宁, Trữ 佇, Vũ 宇, Tướng Mạn 相曼, Dư 輿, Quý Trữ 季杼                                                    | 1852 TCNKỉ Tị—1836 TCN     | 17 năm | Lão Khâu 老丘    |
| Hòe 槐 | Phân 芬, Phương 方, Tổ Vũ 祖武, Phân Phát 芬發                                                                       | 1833 TCNMậu Tý—1790        | 44 năm |                  |
| Mang 芒 | Hoang 荒, Hòa 和 | 1789 TCNNhâm Thân—1732 TCN | 58 năm |                  |
| Tiết 泄 | Tiết 洩 | 1730Tân Mùi—1706 TCN       | 25 năm |                  |
| Bất Giáng 不降 | Giáng 降, Giang Thành 江成                                                                                           | 1702 TCNKỉ Hợi—1644 TCN    | 59 năm |                  |
| Quýnh 扃 | Kiều 喬, Biển 扁, Cao Dương 高陽                                                                                     | 1643 TCNMậu Tuất—1626 TCN  | 18 năm |                  |
| Cần 廑 | Dận Giáp 胤甲, Quảng 廣, Húc 頊, Đổng Giang 董江, Triền 廛, Dận Giáp 𦙍甲                                            | 1622 TCNKỉ Mùi—1615 TCN    | 8 năm  | Tây Hà 西河      |
| Khổng Giáp 孔甲 | Khổng Giáp 孔甲 | 1612 TCNẤt Tị—1604 TCN     | 9 năm  | Tây Hà 西河      |
| Cao 皋 | Hạo 昊, Khổng Cao 孔皋, Giản Hạo 簡昊                                                                                | 1601 TCNCanh Thìn—1599 TCN | 3 năm  | Tây Hà 西河      |
| Phát 發 | Kính 敬, Kính Phát 敬發, Phát Huệ 發惠                                                                               | 1596 TCNẤt Dậu—1590        | 7 năm  | Tây Hà 西河      |
| Lý Quý 履癸 | Kiệt 桀, Quý 癸 (Hạ Kiệt 夏桀)                                                                                       | 1589 TCNNhâm Thìn—1559 TCN | 31 năm | Châm Tầm 斟鄩    |
| Lý Quý 履癸 | Kiệt 桀, Quý 癸 (Hạ Kiệt 夏桀)                                                                                       | 1589 TCNNhâm Thìn—1559 TCN | 31 năm | Hà Nam 河南      |
| "Chú": Kết hợp cổ kim bản "Trúc thư kỉ niên" thể hệ suy toán, do niên đại quá xa, ghi chép thiếu thốn, các nhà chuyên môn suy toán khác nhau, niên đại trong biểu trên chỉ để tham khảo. | |                            |        |                  |

## Thế phả nhà Hạ
|                |                |                |                |                |                |  |  | Cổn            |                |                |                |                |                |  |  |           |           |           |           |           |           |  |  |  |  |  |  |  |  |  |  |  |  |
|                |                |                |                |                |                |  |  |                |                |                |                |                |                |  |  |           |           |           |           |           |           |  |  |  |  |  |  |  |  |  |  |  |  |
|                |                |                |                |                |                |  |  | (1)Đại Vũ      |                |                |                |                |                |  |  |           |           |           |           |           |           |  |  |  |  |  |  |  |  |  |  |  |  |
|                |                |                |                |                |                |  |  |                |                |                |                |                |                |  |  |           |           |           |           |           |           |  |  |  |  |  |  |  |  |  |  |  |  |
|                |                |                |                |                |                |  |  | (2)Khải        |                |                |                |                |                |  |  |           |           |           |           |           |           |  |  |  |  |  |  |  |  |  |  |  |  |
|                |                |                |                |                |                |  |  |                |                |                |                |                |                |  |  |           |           |           |           |           |           |  |  |  |  |  |  |  |  |  |  |  |  |
|                |                |                |                |                |                |  |  |                |                |                |                |                |                |  |  |           |           |           |           |           |           |  |  |  |  |  |  |  |  |  |  |  |  |
| (3) Thái Khang | (3) Thái Khang | (3) Thái Khang | (3) Thái Khang | (3) Thái Khang | (3) Thái Khang |  |  | (4)Trọng Khang | (4)Trọng Khang | (4)Trọng Khang | (4)Trọng Khang | (4)Trọng Khang | (4)Trọng Khang |  |  |           |           |           |           |           |           |  |  |  |  |  |  |  |  |  |  |  |  |
| (3) Thái Khang | (3) Thái Khang | (3) Thái Khang | (3) Thái Khang | (3) Thái Khang | (3) Thái Khang |  |  | (4)Trọng Khang | (4)Trọng Khang | (4)Trọng Khang | (4)Trọng Khang | (4)Trọng Khang | (4)Trọng Khang |  |  |           |           |           |           |           |           |  |  |  |  |  |  |  |  |  |  |  |  |
|                |                |                |                |                |                |  |  | (5)Tướng       |                |                |                |                |                |  |  |           |           |           |           |           |           |  |  |  |  |  |  |  |  |  |  |  |  |
|                |                |                |                |                |                |  |  |                |                |                |                |                |                |  |  |           |           |           |           |           |           |  |  |  |  |  |  |  |  |  |  |  |  |
|                |                |                |                |                |                |  |  | (6)Thiếu Khang |                |                |                |                |                |  |  |           |           |           |           |           |           |  |  |  |  |  |  |  |  |  |  |  |  |
|                |                |                |                |                |                |  |  |                |                |                |                |                |                |  |  |           |           |           |           |           |           |  |  |  |  |  |  |  |  |  |  |  |  |
|                |                |                |                |                |                |  |  | (7)Trữ         |                |                |                |                |                |  |  |           |           |           |           |           |           |  |  |  |  |  |  |  |  |  |  |  |  |
|                |                |                |                |                |                |  |  |                |                |                |                |                |                |  |  |           |           |           |           |           |           |  |  |  |  |  |  |  |  |  |  |  |  |
|                |                |                |                |                |                |  |  | (8)Hòe         |                |                |                |                |                |  |  |           |           |           |           |           |           |  |  |  |  |  |  |  |  |  |  |  |  |
|                |                |                |                |                |                |  |  |                |                |                |                |                |                |  |  |           |           |           |           |           |           |  |  |  |  |  |  |  |  |  |  |  |  |
|                |                |                |                |                |                |  |  | (9)Mang        |                |                |                |                |                |  |  |           |           |           |           |           |           |  |  |  |  |  |  |  |  |  |  |  |  |
|                |                |                |                |                |                |  |  |                |                |                |                |                |                |  |  |           |           |           |           |           |           |  |  |  |  |  |  |  |  |  |  |  |  |
|                |                |                |                |                |                |  |  | (10)Tiết       |                |                |                |                |                |  |  |           |           |           |           |           |           |  |  |  |  |  |  |  |  |  |  |  |  |
|                |                |                |                |                |                |  |  |                |                |                |                |                |                |  |  |           |           |           |           |           |           |  |  |  |  |  |  |  |  |  |  |  |  |
|                |                |                |                |                |                |  |  |                |                |                |                |                |                |  |  |           |           |           |           |           |           |  |  |  |  |  |  |  |  |  |  |  |  |
|                |                |                |                |                |                |  |  | (11)Bất Giáng  | (11)Bất Giáng  | (11)Bất Giáng  | (11)Bất Giáng  | (11)Bất Giáng  | (11)Bất Giáng  |  |  | (12)Quýnh | (12)Quýnh | (12)Quýnh | (12)Quýnh | (12)Quýnh | (12)Quýnh |  |  |  |  |  |  |  |  |  |  |  |  |
|                |                |                |                |                |                |  |  | (11)Bất Giáng  | (11)Bất Giáng  | (11)Bất Giáng  | (11)Bất Giáng  | (11)Bất Giáng  | (11)Bất Giáng  |  |  | (12)Quýnh | (12)Quýnh | (12)Quýnh | (12)Quýnh | (12)Quýnh | (12)Quýnh |  |  |  |  |  |  |  |  |  |  |  |  |
|                |                |                |                |                |                |  |  | (14)Khổng Giáp | (14)Khổng Giáp | (14)Khổng Giáp | (14)Khổng Giáp | (14)Khổng Giáp | (14)Khổng Giáp |  |  | (13)Cần   | (13)Cần   | (13)Cần   | (13)Cần   | (13)Cần   | (13)Cần   |  |  |  |  |  |  |  |  |  |  |  |  |
|                |                |                |                |                |                |  |  | (14)Khổng Giáp | (14)Khổng Giáp | (14)Khổng Giáp | (14)Khổng Giáp | (14)Khổng Giáp | (14)Khổng Giáp |  |  | (13)Cần   | (13)Cần   | (13)Cần   | (13)Cần   | (13)Cần   | (13)Cần   |  |  |  |  |  |  |  |  |  |  |  |  |
|                |                |                |                |                |                |  |  | (15)Cao        |                |                |                |                |                |  |  |           |           |           |           |           |           |  |  |  |  |  |  |  |  |  |  |  |  |
|                |                |                |                |                |                |  |  |                |                |                |                |                |                |  |  |           |           |           |           |           |           |  |  |  |  |  |  |  |  |  |  |  |  |
|                |                |                |                |                |                |  |  | (16)Phất       |                |                |                |                |                |  |  |           |           |           |           |           |           |  |  |  |  |  |  |  |  |  |  |  |  |
|                |                |                |                |                |                |  |  |                |                |                |                |                |                |  |  |           |           |           |           |           |           |  |  |  |  |  |  |  |  |  |  |  |  |
|                |                |                |                |                |                |  |  | (17)Kiệt       |                |                |                |                |                |  |  |           |           |           |           |           |           |  |  |  |  |  |  |  |  |  |  |  |  |